# Rue du Languedoc
La rue du Languedoc (en occitan : carrièra del Lengadòc) est une voie de Toulouse, chef-lieu de la région Occitanie, dans le Midi de la France. Percée au début du XXe siècle, elle vient compléter l'axe nord-sud de type haussmannien, commencé en 1870 avec la rue d'Alsace-Lorraine. Elle part de la place du Salin, au sud, croise la place des Carmes pour rejoindre la place Rouaix, au nord, à partir de laquelle elle est prolongée par la rue d'Alsace-Lorraine.

## Situation et accès

### Description
La rue du Languedoc est une voie publique. Elle forme la limite entre le quartier Saint-Étienne à l'est et le quartier des Carmes à l'ouest, tous deux dans le secteur 1 - Centre.
Elle mesure plus de 523 mètres de long. Sa largeur est variable mais elle est d'au moins 14 mètres, comme la rue d'Alsace-Lorraine, qu'elle prolonge vers le sud. Elle naît de la place du Salin avec une orientation nord-est et, dans cette perspective, elle donne naissance sur sa droite à la Grande-rue Nazareth, avant de s'orienter plein nord. Elle donne naissance à sa droite à la rue Philippe-Féral et reçoit la rue des Régans. Elle est bordée sur 80 mètres d'une contre-allée sur son côté droit qui donne naissance à la rue du Colonel-Pointurier. Elle délimite le côté est de la place des Carmes et donne naissance sur sa droite à la rue José-Félix, à la rue Théodore-Ozenne et à la rue du Canard. Elle est à ce moment bordée du côté gauche, sur 100 mètres, d'une nouvelle contre-allée jusqu'à la place Rouaix. Elle reçoit par cette contre-allée la rue Maletache. Elle délimite le côté est de la place Rouaix et donne naissance du côté droit à la rue Bouquières et à la rue Croix-Baragnon dont le croisement marque le début de la rue d'Alsace-Lorraine.
La chaussée compte, de la place Rouaix vers la place du Salin, une voie de circulation automobile réservée aux transports en commun et aux cyclistes et, de la place du Salin vers la place Rouaix, une voie de circulation, dont une est également réservée aux transports en commun et aux cyclistes. Elle appartient, sur toute sa longueur, à une zone 30 et la vitesse y est limitée à 30 km/h.

### Voies rencontrées
La rue du Languedoc rencontre les voies suivantes, dans l'ordre des numéros croissants (« g » indique que la rue se situe à gauche, « d » à droite) :
1. Place du Salin
2. Grande-rue Nazareth (d)
3. Rue Philippe-Féral (d)
4. Rue des Régans (g)
5. Rue du Colonel-Pointurier (d)
6. Place des Carmes (g)
7. Rue José-Félix (d)
8. Rue Théodore-Ozenne (d)
9. Rue du Canard (d)
10. Rue Maletache (g)
11. Place Rouaix (g)
12. Rue Bouquières (d)
13. Rue Croix-Baragnon (d)
14. Rue d'Alsace-Lorraine

### Transports
La rue du Languedoc est parcourue et desservie, sur toute sa longueur, par ligne de bus 44. Au carrefour de la place des Carmes se trouvent la station du même nom, sur la ligne de métro , et les arrêts de la navette Ville. Plus au nord, sur la place Étienne-Esquirol se trouvent la station de métro Esquirol, sur la ligne , ainsi que les arrêts de la ligne de bus 44.
Plusieurs stations de vélos en libre-service VélôToulouse se trouvent dans la rue du Languedoc et les rues voisines : les stations no 45 (10 rue Théodore-Ozenne), no 47 (12 rue du Languedoc), no 48 (18 place du Salin) et no 68 (1 bis allées Jules-Guesde).

## Odonymie

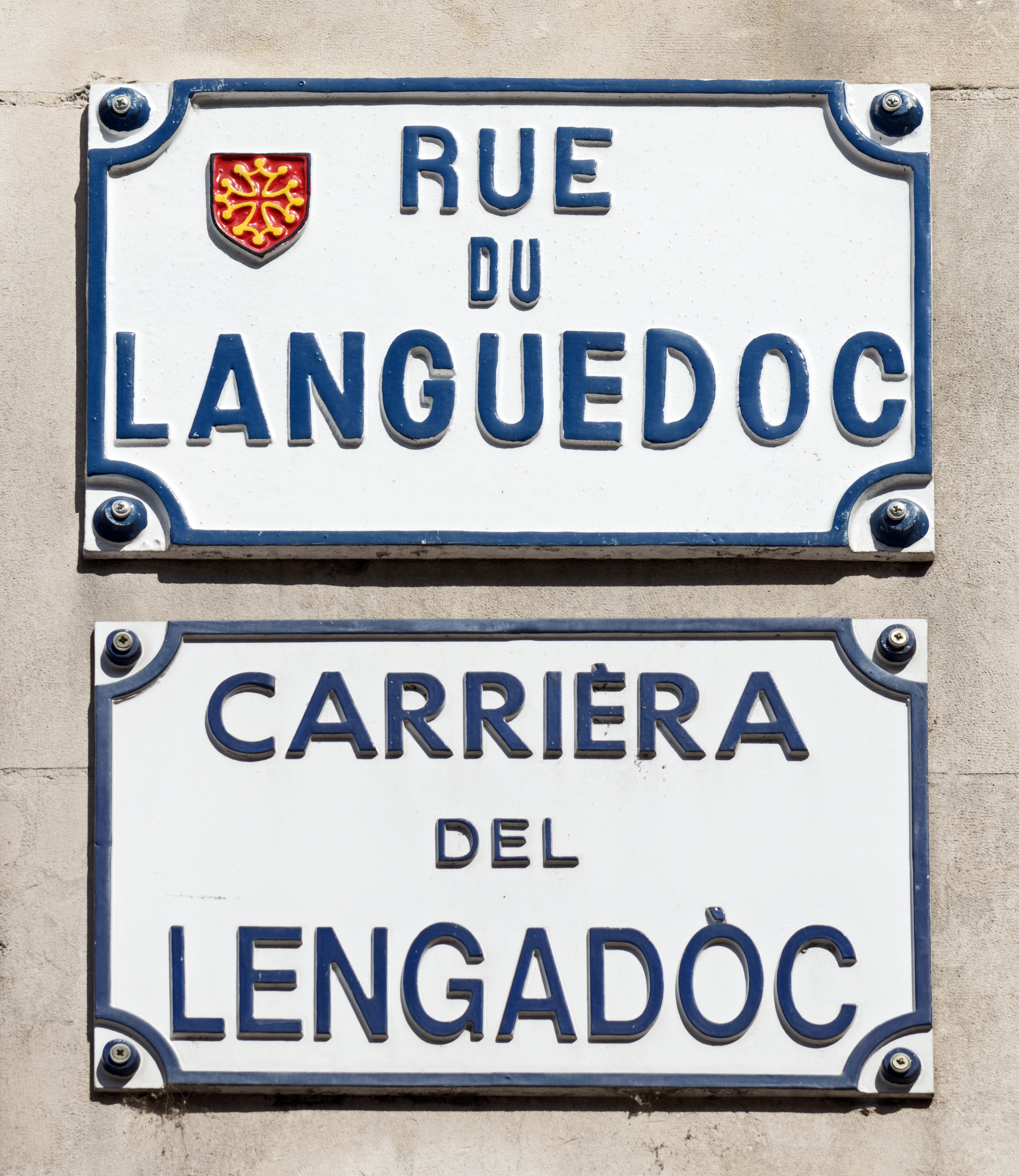
Plaques de rue en français et en occitan.

La rue du Languedoc tient son nom de la province du Languedoc, dont Toulouse fut la capitale, entre le XIVe siècle et le XVIIIe siècle. Lors des travaux de percement de la rue, à partir de 1899, la rue était tout simplement appelée rue d'Alsace-Lorraine prolongée : elle prit son nom actuel à la suite d'une décision du conseil municipal du 19 février 1906.
Le percement de la rue, entre 1899 et 1904, a fait disparaître des rues plus anciennes. Au Moyen Âge, la partie de la rue qui allait de la place du Salin à la rue des Régans portait le nom de rue Saint-Barthélémy, à cause de l'église du même nom qui se trouvait là. La rue Guilhem-Bernard-Parador, connue sous ce nom depuis le XIVe siècle, allait de la rue des Régans à la rue des Jouglars (côté nord de l'actuelle place des Carmes). Elle tenait son nom d'un certain Guilhem Bernard, pareur de draps, c'est-à-dire ouvrier qui préparait et façonnait les tissus. À la fin du XVIIe siècle apparut une nouvelle désignation, celle de rue du Vieux-Raisin, d'une hôtellerie du Vieux-Raisin qui s'y trouvait. Le côté de la rue qui longeait le couvent des Carmes, entre la rue des Prêtres (côté sud de l'actuelle place des Carmes) et la rue des Jouglars porta également le nom de l'Arc-des-Carmes, à cause d'une arche que les carmes avaient jeté au-dessus de la rue pour lier leur couvent, du côté ouest de la rue, et des maisons qui leur appartenaient, du côté est. La rue était ensuite prolongée, entre la rue des Jouglars et la place Rouaix, par la rue des Chapeliers, qui portait ce nom depuis le XIVe siècle au moins, à cause du grand nombre d'artisans chapeliers qui y habitaient. Mais, à partir du XVe siècle, cette désignation tendit à disparaître au profit du nom de rue des Ugnères ou des Ugnères-Vieux, qui faisait référence aux marchands d'huile, de graisse et de suif qui y tenaient leur boutique. D'autres noms concurrencèrent ces différentes appellations, comme celle de rue Sesquières ou Sesquières-Nove, qui était aussi celui de la rue Maletache, et qui venait de la plante d'eau sesco dont les artisans sesquiers faisaient le rempaillage des chaises.
En 1794, pendant la Révolution française, les deux rues Saint-Barthélémy et du Vieux-Raisin furent renommées ensemble rue la Droiture, la rue des Arcs-des-Carmes rue l'Émile, du nom de l'ouvrage du philosophe Rousseau, et la rue des Chapeliers rue des Amis-du-Peuple, comme se désignaient les Jacobins. Ces noms ne subsistèrent pas et toutes ces rues reprirent leurs noms précédents, jusqu'aux travaux de la nouvelle rue du Languedoc,,.

## Histoire

### Moyen Âge
Au Moyen Âge, les rues Saint-Barthélémy, Guilhem-Bernard-Parayre et des Chapeliers appartiennent au capitoulat de Saint-Barthélémy. La population des rues Saint-Barthélémy et Guilhem-Bernard est composée, presque exclusivement, de conseillers, d'avocats et d'hommes de loi, alors que les artisans sont peu nombreux à y vivre. Les marchands sont plus nombreux dans la rue des Arcs-des-Carmes, dans laquelle on trouve aussi l'auberge du Chapeau noir (emplacement de l'actuel no 28). Dans la rue des Chapeliers on trouve, à côté des notaires et des hommes de loi, des artisans en grand nombre en particulier des chapeliers et des tailleurs d'habits.
Dans le nord de la rue Guilhem-Bernard-Parayre se trouve le couvent des Grands-Carmes, construit entre 1264 et 1270, dont une petite porte annexe s'ouvre sur la rue.

### Époque moderne
Le 7 mai 1463, un incendie se déclare dans une boulangerie, à l'angle des rues des Chapeliers et Maletache. Il provoque des destructions extrêmement importantes dans toute la ville, et particulièrement dans le quartier de Saint-Barthélémy. L'ampleur des destructions, à la suite des incendies, permet cependant aux élites locales de réunir de vastes emprises foncières pour faire bâtir leurs hôtels particuliers : dès 1483, le notaire Guillaume Carreri ordonne la construction d'un hôtel avec sa tour (actuel no 30).
Autour de la place Saint-Barthélémy, les riches familles toulousaines se font construire de belles demeures. En 1526, le docteur en droit et capitoul Pierre de Ruppe se fait bâtir un hôtel avec sa tour, l'une des plus élevées de la ville (actuel no 1 bis). Entre 1592 et 1610, Paule de Viguier, surnommée « la Belle Paule », vécut ses dernières années dans la maison de La Roche (côté droit de l'actuel no 16), surnommée par la suite « Maison de la Belle Paule », qui donnait alors à l'entrée de la rue de Nazareth. En 1635, le capitoul Raymond d'Aymeric a son hôtel de l'autre côté de la place (actuel no 10). Vers 1695, l'hôtel de Paucy est construit dans le style Louis XIII par le conseiller au parlement Nicolas de Paucy, après avoir réuni deux immeubles contigus – la maison Vaysse et la maison de la Belle Paule (côtés gauche et droit de l'actuel no 16).
On trouve également de beaux hôtels particuliers dans les rues Saint-Barthélémy et Guilhem-Bernard. Dans la seconde moitié du XVe siècle se voyaient les dépendances (actuels no 34 et 36) de l'hôtel du capitoul Pierre Dahus (actuel no 2 rue d'Aussargues), construit entre 1474 et 1482, qui s'étendait jusqu'à la rue de la Pleau. L'hôtel de Pierre Dahus est cependant divisé et la partie achetée par le professeur de droit et capitoul Bérenguier Maynier est remaniée entre 1515 et 1528. En 1547, Jean Burnet, greffier au parlement, qui a acheté l'hôtel de Berenguier Maynier à son fils, fait construire un avant-corps. Les constructions se poursuivent au siècle suivant : au début du XVIIe siècle, le conseiller au parlement Jean de Foretz-Carlincar reconstruit complètement la maison dont sa femme a hérité pour en faire un bel hôtel (actuel no 34).
Même dans la rue des Chapeliers, où les artisans restent nombreux, même si les chapeliers sont progressivement remplacés par les orfèvres, de belles demeures s'élèvent. Le plus bel hôtel particulier est celui de Jean de Pins, évêque de Rieux et conseiller au parlement, construit en 1528, et encore agrandi entre 1542 et 1545 par Nicolas Bachelier sur ordre du marchand et capitoul Jean de Nolet. Après cet hôtel se trouve une maison (emplacement de l'immeuble à gauche de l'actuel no 46), berceau de la famille de Purpan depuis le milieu du XVIe siècle.

### Période contemporaine
La Révolution française amène des changements nombreux. En vertu de la loi du 9 octobre 1791, le couvent des Carmes est fermé, les derniers religieux sont dispersés et les bâtiments deviennent bien national. L'église conventuelle devient paroissiale sous l'invocation de Saint-Exupère. Les bâtiments du couvent sont affectés à une salle de bal en 1795, mais elle est fermée deux ans plus tard à cause des bagarres qui s'y produisent. Finalement, l'église et le couvent, laissés à l'abandon et menaçant de tomber en ruine, sont acquis par la municipalité en 1807 et démolis peu de temps après.
Pendant la Terreur, entre 1793 et 1794, plusieurs parlementaires toulousains sont inquiétés. Habitant l'hôtel de Paucy (actuel no 16), Emmanuel-Marie de David d'Escalone, petit-fils du capitoul David de Beaudrigue, impliqué dans la condamnation de Jean Calas en 1762, est guillotiné sur la place de la Révolution, à Paris, en 1793. Résidents de l'hôtel de Vésa (emplacement de l'actuel no 25), Jean-François de Montégut et son fils, Raymond-André-Philibert, conseillers au parlement, sont arrêtés en 1794 et emprisonnés dans la prison de la Visitation. Jean-François meurt en prison tandis que son fils, condamné, est guillotiné à Paris, le 14 juin 1794. Un autre conseiller au parlement, Jean-Pierre Labat de Mourlens, qui avait racheté l'hôtel de Foretz-Carlincar et l'avait remanié en 1770, est lui aussi exécuté à Paris, le 6 juillet 1794. Son voisin, le conseiller aux Requêtes Hector d'Aussaguel de Lasbordes, propriétaire de l'hôtel Bérenguier Maynier, est exécuté le même jour et enterré au cimetière de Picpus. Les condamnations touchent aussi les émigrés : les fils d'Hector d'Aussaguel de Lasbordes ayant émigré, l'hôtel Bérenguier Maynier est saisi comme bien national pour être vendu en 1796. Le même sort arrive à l'hôtel de Pins dont le propriétaire, Louis-Emmanuel de Cassaignau de Saint-Félix, a fui la Révolution : l'hôtel, saisi, devient la Poste aux lettres de la ville en 1795.
Après les destructions anti-religieuses de la Révolution française, la période de la Restauration est marquée par un retour du religieux. En 1830, l'immeuble de la famille Caulet (actuel no 13) est détruit pour faire place à une nouvelle chapelle, placée sous l'invocation du Saint-Nom de Jésus.
En 1843, l'hôtel de Pins, qui n'accueille plus la Poste aux lettres, partie dans la rue Sainte-Ursule en 1804, est affecté à la Recette générale, qui y reste jusqu'en 1843.
En décembre 1899, des travaux sont engagés afin d'achever la réalisation des deux grandes rues Longitudinale et Transversale de Toulouse (actuelles rues d'Alsace-Lorraine et de Metz) : il s'agit de poursuivre vers le sud la rue d'Alsace-Lorraine, qui relie déjà le boulevard de Strasbourg à la place Rouaix. La nouvelle rue, qui doit aller de cette place à la Cour d'Assises, reçoit provisoirement, pendant les travaux, le nom de « rue d'Alsace-Lorraine prolongée ». Finalement, le projet est modifié, et la direction de la rue est légèrement obliquée vers l'ouest afin de rejoindre la place du Salin. Le percement de la rue fait disparaître les rues des Chapeliers et du Vieux-Raisin. Au sud, plusieurs maisons de la place du Salin et de la place Saint-Barthélémy, ainsi que de la grande-rue Nazareth, sont absorbées par la rue du Languedoc. Ainsi, l'hôtel de Vésa, à l'angle de la place des Carmes, est entièrement démoli (emplacement de l'actuel no 25). Au nord, les côtés est et sud de la place Rouaix sont ouverts sur la nouvelle rue. Cependant, ces travaux se distinguent de ceux réalisés précédemment : dans certaines parties, les façades ne sont pas réalignées sur le tracé de la nouvelle rue, laissant subsister partiellement le tracé ancien des rues disparues. Dans l'ancienne rue du Vieux-Raisin, plusieurs maisons et hôtels anciens sont conservés (actuels no 1 bis à 9 et no 24 à 36). En 1904, les travaux de percement sont terminés ; deux ans plus tard, la rue est nommée rue du Languedoc par décision du conseil municipal.
À la suite du percement de la nouvelle rue, des immeubles de style haussmannien sont élevés. Entre 1905 et 1910, le nouvel hôtel de la Caisse d'épargne, succursale toulousaine de la Caisse d'épargne et de prévoyance créée à Paris en 1818, est construit. La loi de Séparation, en 1905, amène quelques transformations : la chapelle du Saint-Nom de Jésus est désaffectée, avant d'être détruite en 1912.
C'est dans l'hôtel de Pins que Silvio Trentin, un Italien opposant au fascisme mussolinien, installé à Toulouse avec l'aide de Camille Soula, fonde en 1935 une librairie, ouverte aux antifascistes italiens ou français et aux républicains espagnols. Il est alors, avec Carlo Rosselli et Pietro Nenni, l'un des exilés antifascistes italiens les plus éminents. Sa librairie devient un brillant salon littéraire et politique.

Percement de la rue du Languedoc au sud de la place Rouaix, par Eugène Trutat (vers 1900, muséum de Toulouse).
Démolition d'une maison à l'angle de la rue Bouquières, par Eugène Trutat (vers 1900, muséum de Toulouse).
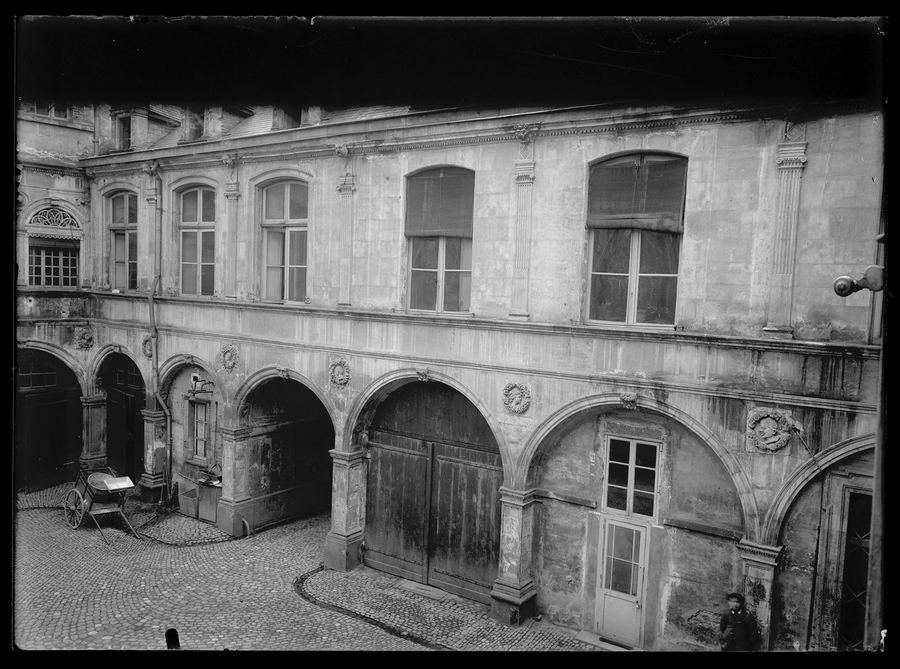
Démolition de la cour de l'hôtel de Pins, par Eugène Trutat (vers 1900, muséum de Toulouse).

## Patrimoine et lieux d'intérêt

### Hôtels particuliers
- no  10 : hôtel de Raymond d'Aymeric.  Inscrit MH (1950, fenêtre)[32]. 
L'hôtel est construit en 1635 pour le capitoul Raymond d'Aymeric, mais il est largement remanié au XVIIIe siècle. La façade sur rue, de style classique, se développe sur trois étages décroissants et séparés par un cordon de brique. Une porte cochère permet d'accéder à la cour intérieure. La porte en pierre, au riche décor sculpté, aujourd'hui transformée en fenêtre, surmontée d'un oculus, est le seul élément conservé de l'hôtel de Raymond d'Aymeric[33].

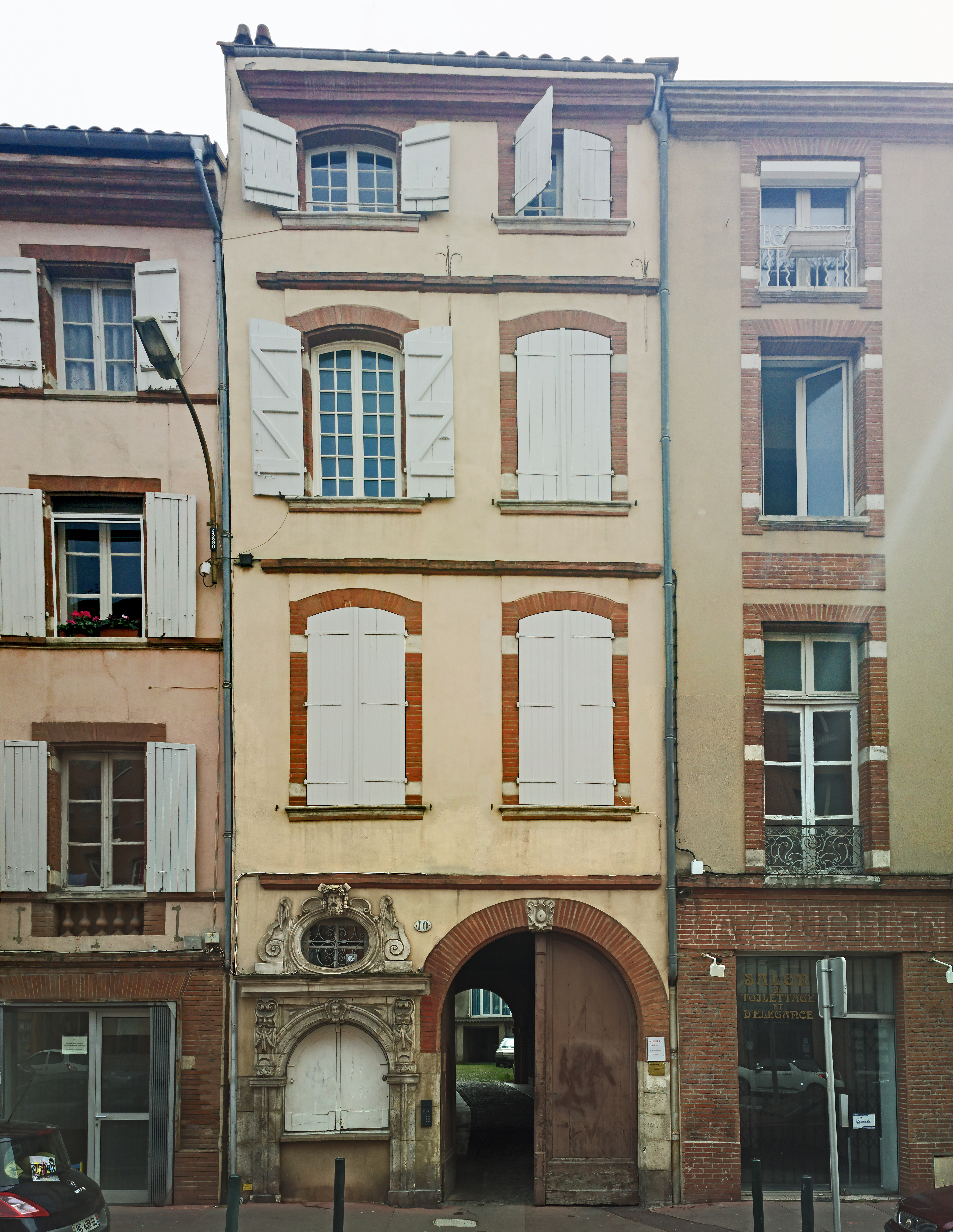
no 10 : la façade de l'hôtel de Raymond d'Aymeric.
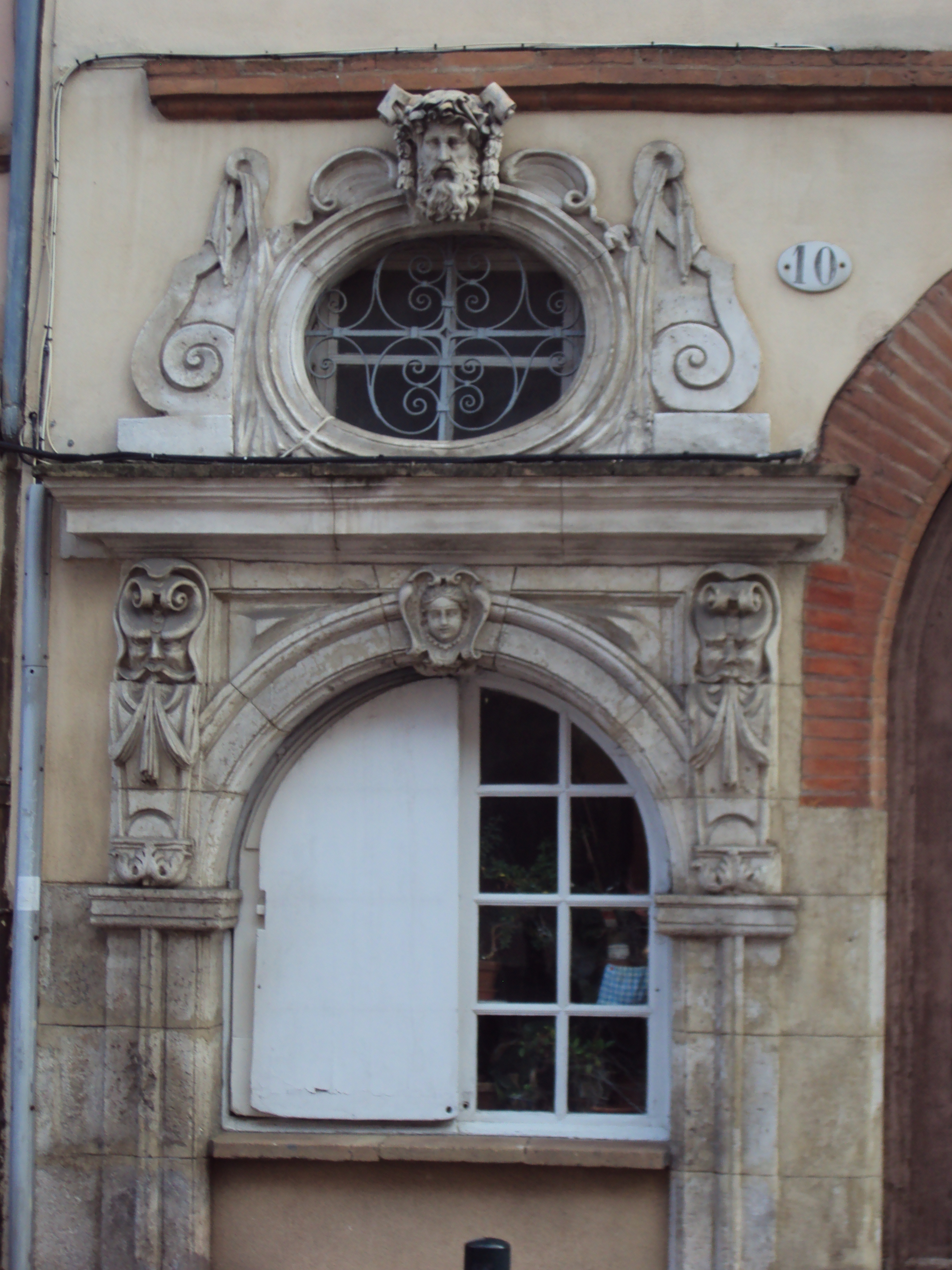
no 10 : le décor sculpté de la fenêtre et de l'oculus.

- no  16 : hôtel de Paucy, dit « maison de la Belle Paule ».  Inscrit MH (1925, façade avec ses ferronneries)[34]. 
Paule de Viguier, « la Belle Paule », a vécu de 1592 à 1610 dans un immeuble à l'emplacement de l'hôtel actuel. Nicolas de Paucy, conseiller au parlement, entreprend en 1695 de modifier l'hôtel qu'il a acheté et fait remanier les façades sur cour et édifier une nouvelle façade sur rue, tout en conservant le bâti du XVIe siècle. L'hôtel se développe sur trois étages séparés par des cordons. La façade est rythmée par quatre travées couronnées par une corniche à denticules. Les fenêtres sont rectangulaires, en brique et pierre alternées et surmontées d'une fine corniche. Une porte cochère en plein cintre permet d'accéder à la cour intérieure. Une deuxième porte, à gauche, est ornée d'un couronnement en pierre et est encadrée de consoles sculptées aux motifs feuillagés. Elle est surmontée d'un oculus ovale orné d'un décor végétal, encadré par deux volutes et couronné d'un fronton cintré. L'élévation présente de belles ferronneries : les garde-corps du 1er étage présentent un décor de rinceaux[35].

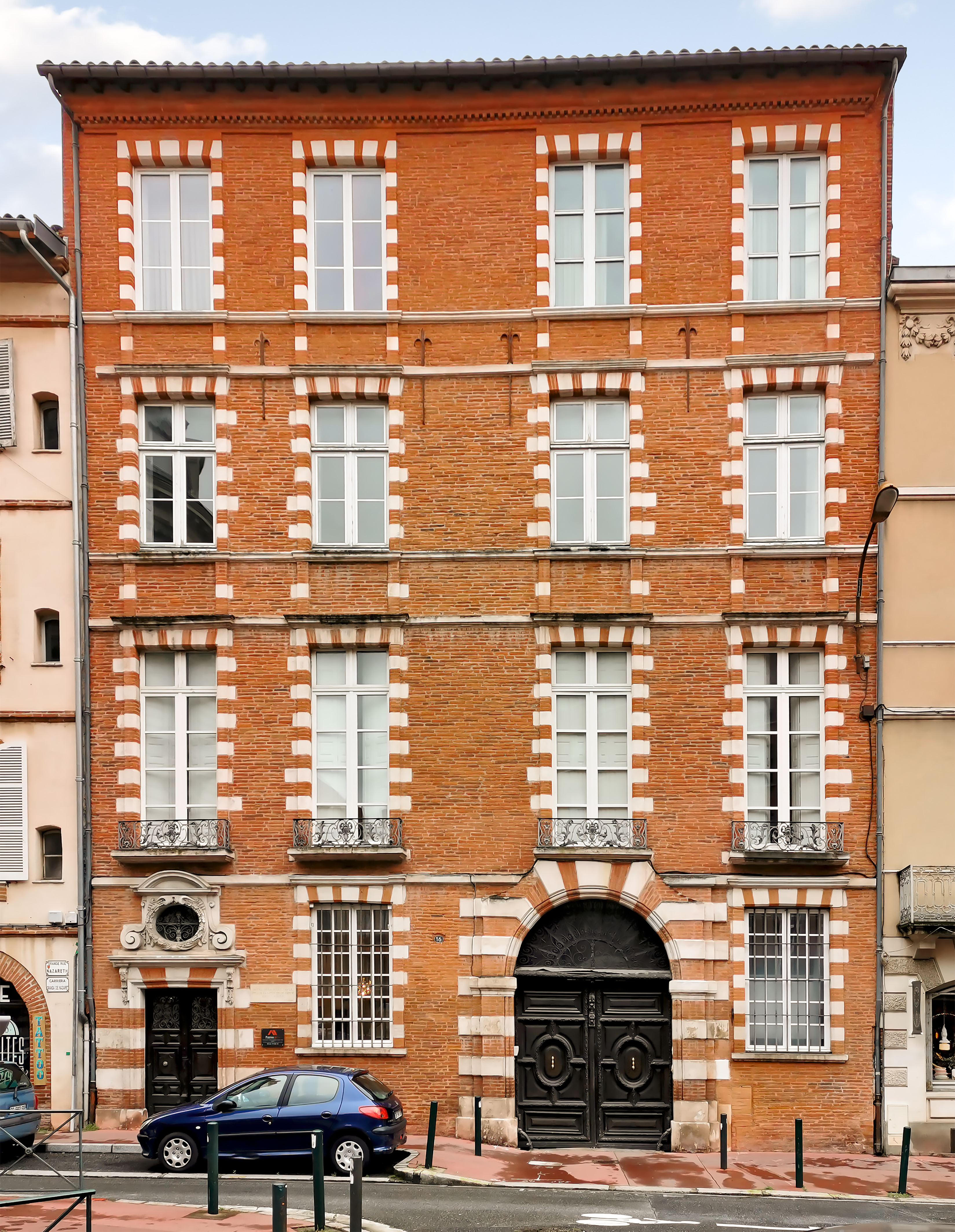
no 16 : façade de la maison de la Belle-Paule.

- no  26 : hôtel de Blaise d'Auriol. 
En 1504, Blaise d'Auriol, professeur de droit canonique à l'université de Toulouse, fait construire un hôtel et une tour, à l'angle de l'îlot que forment les rues du Languedoc et Philippe-Féral, contenant un escalier en vis. En 1832, l'avocat Philippe Féral achète l'immeuble. On conserve de cette époque l'arcade en pierre du rez-de-chaussée et des fenêtres à meneaux, mais sur la rue Philippe-Féral. Le vaste portail de cette rue (actuel no 1) date du XVIIIe siècle. Une partie du rez-de-chaussée est transformé au cours du XXe siècle, tandis que la tour a aujourd'hui disparu[36].

- no  30 : tour de Guillaume Carreri et hôtel d'Ouvrier.  Inscrit MH (1950, tour et porte)[37]. 
Un hôtel particulier est construit vers 1483 pour le notaire Guillaume Carreri, mais il est profondément transformé et remanié aux siècles suivants, particulièrement au XVIIe siècle pour la famille d'Ouvrier, parlementaires toulousains. 
La façade sur rue, de style classique, est élevée au XVIIe siècle, mais elle a été modifiée lors des travaux contemporains à la percée de la rue du Languedoc, à la fin du XIXe siècle ou au début du siècle suivant. Le rez-de-chaussée est agrémenté d'un parement de bossages. Elle possède des garde-corps en fer forgé, aux motifs de losanges, de roses, de rinceaux et de palmettes, au balcon du 1er étage et aux fenêtres du second. La porte, qui a conservé son décor sculpté en pierre, ses battants et son heurtoir, et un passage couvert décentré permettent d'accéder à la cour rectangulaire, autour de laquelle s'organisent plusieurs corps de bâtiments du XVIIe siècle. Dans l'angle nord-ouest, la tour polygonale de style gothique est un vestige de l'hôtel de Guillaume Carreri. Elle est flanquée d'une tourelle en encorbellement et d'une échauguette, et abrite un escalier à vis qui dessert les étages de l'hôtel. Elle est percée d'une porte et de six étages de fenêtres surmontées d'arcs en accolade. La porte est surmontée d'une accolade à crossettes en choux frisés[38].

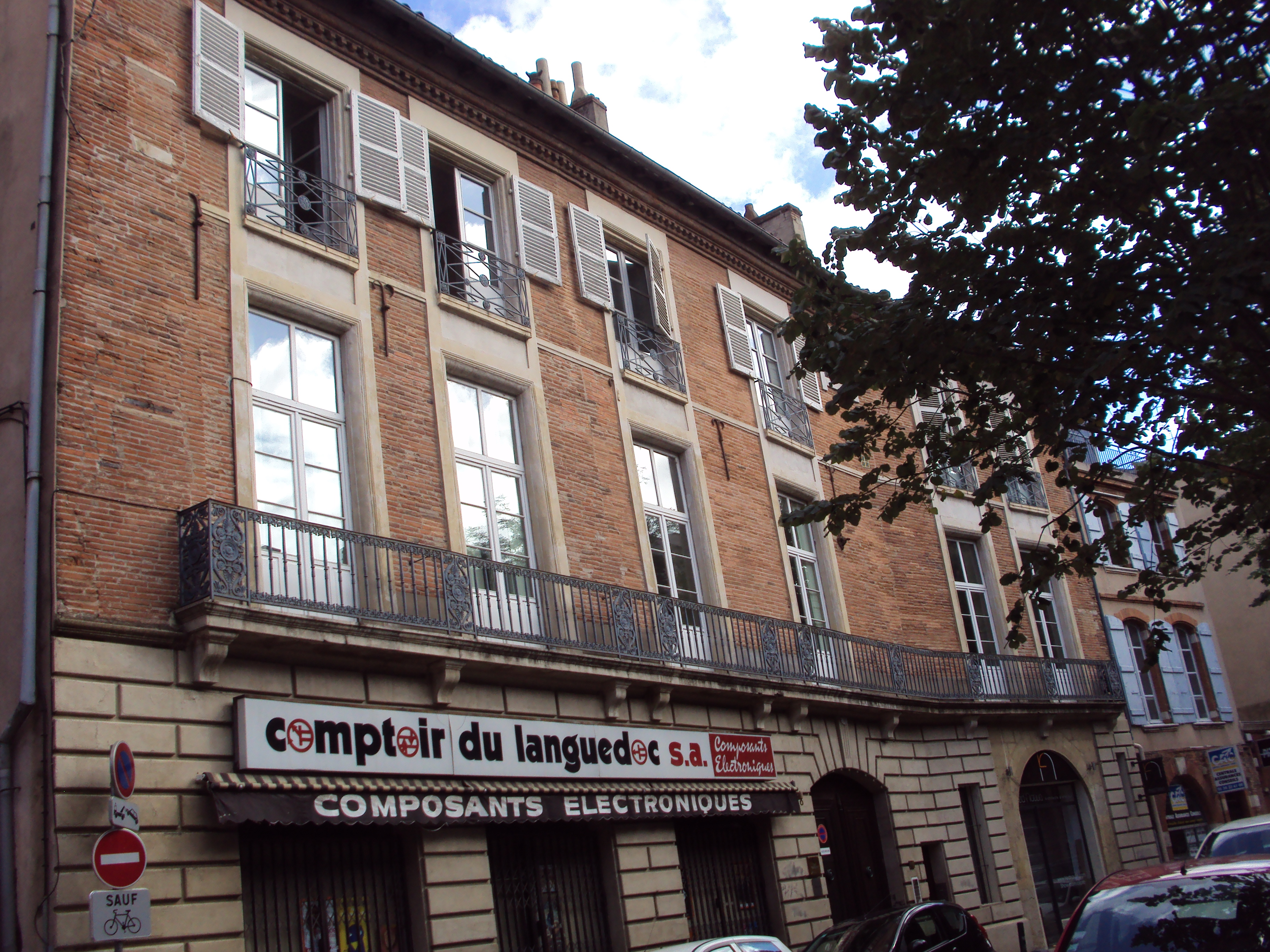
no 30 : façade de l'hôtel d'Ouvrier.
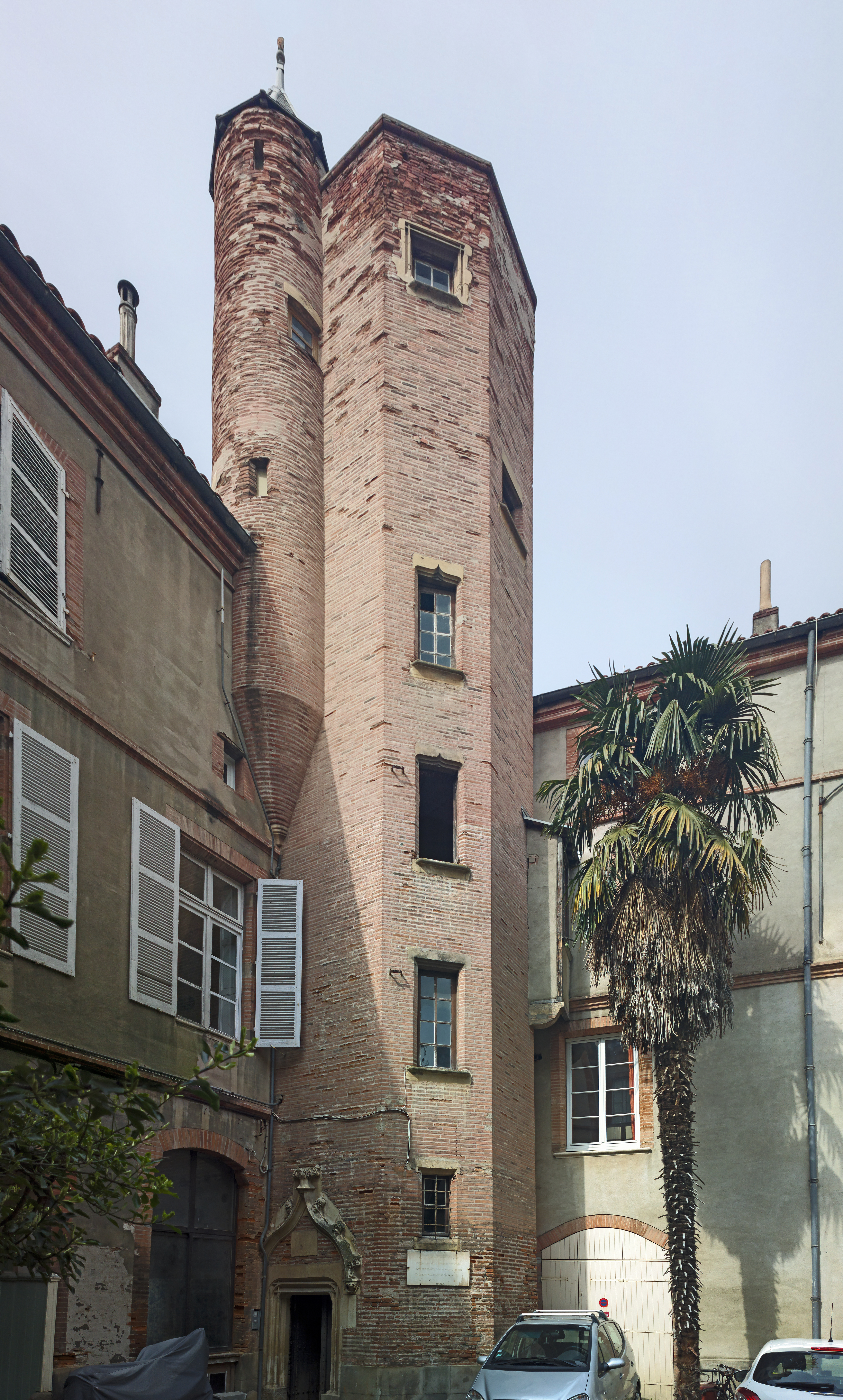
no 30 : tour de Guillaume Carreri.

- no  34 : hôtel de Puymaurin ou Labat de Mourlens.  Inscrit MH (1925, escalier et rampe d'appui)[39]. 
L'édifice est traversant et forme un hôtel entre cour et jardin, construit au XVIIe siècle, mais fortement remanié en 1770. L'élévation sur la rue a sept travées et est symétrique. La porte, qui présente une belle menuiserie, en plein cintre, est centrale, couronnée d'une corniche, et encadrée de consoles en pierre ornées d'une tête fantastique et de motifs végétaux. Les fenêtres sont rectangulaires et celles qui encadrent la porte sont surmontées d'un linteau en pierre orné de fleurons. Sur cour, les élévations se terminent par un étage de mirandes. La rampe d'escalier en fer forgé date de 1770 et est réalisée par Joseph Bosc[40].

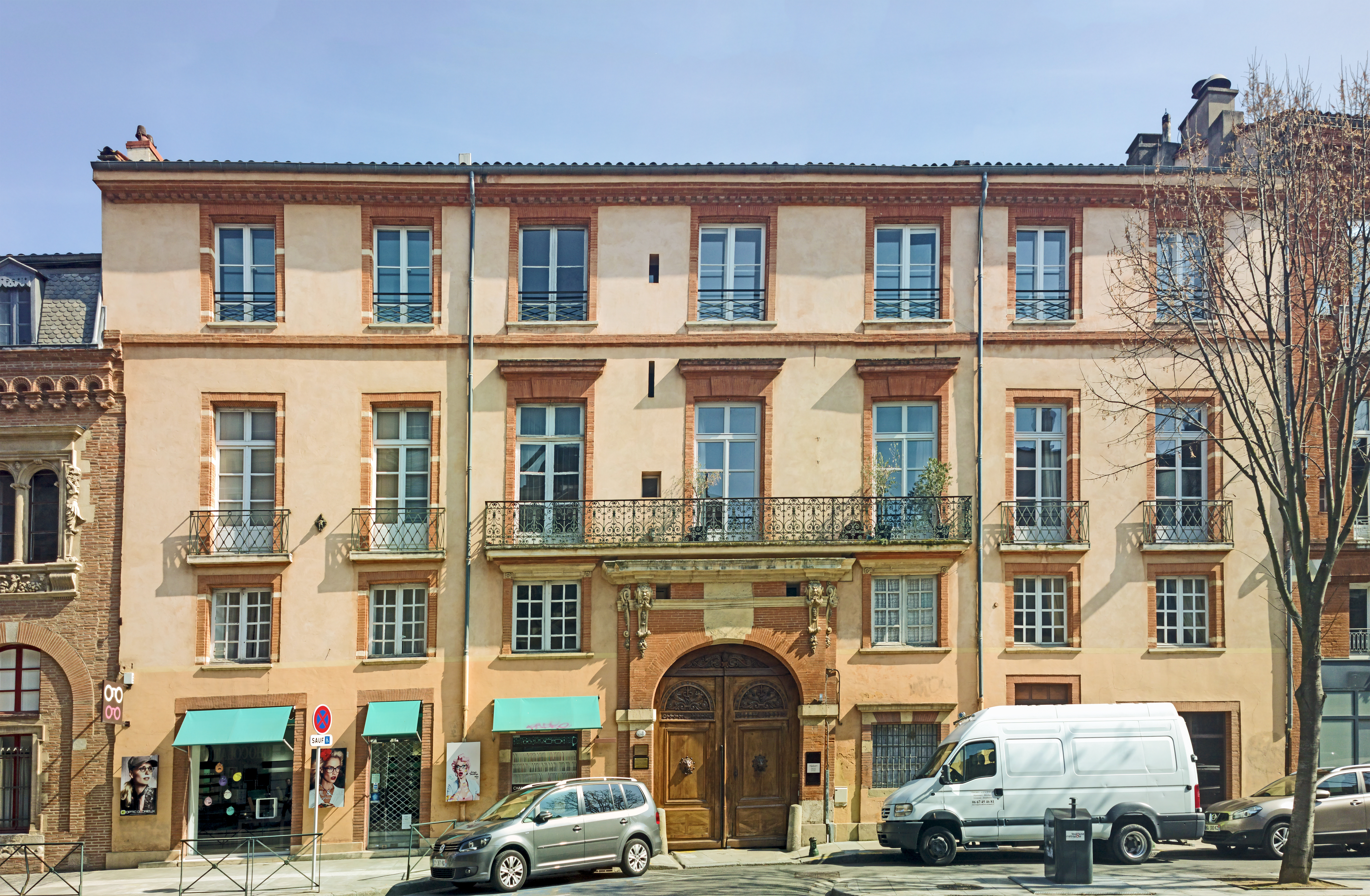
no 34 : façade de l'hôtel de Puymaurin.
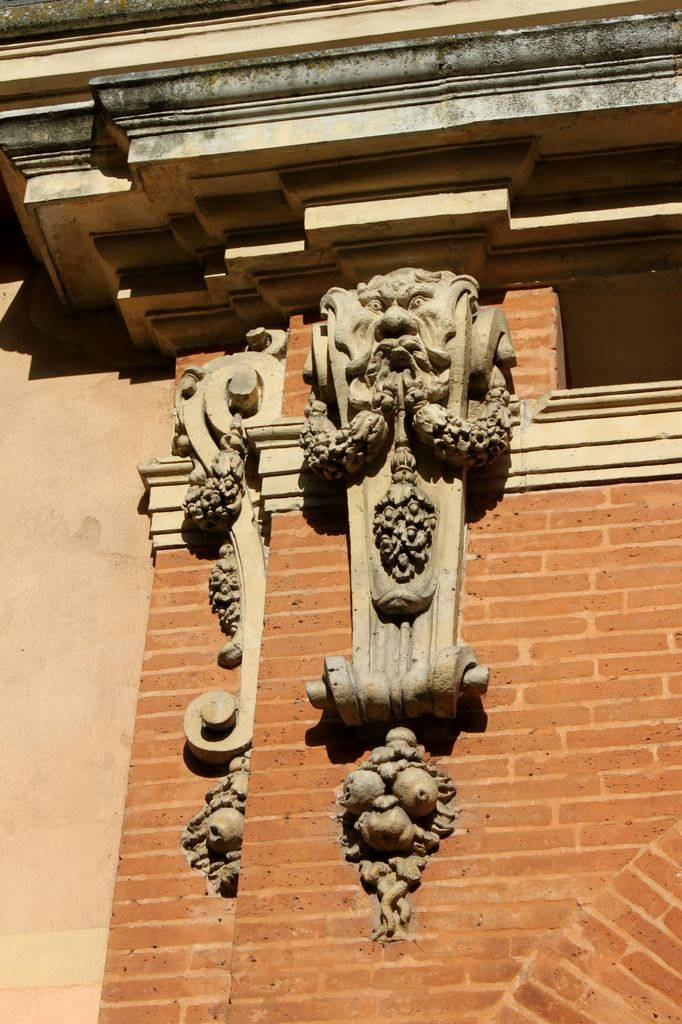
no 34 : détail du portail d'entrée.
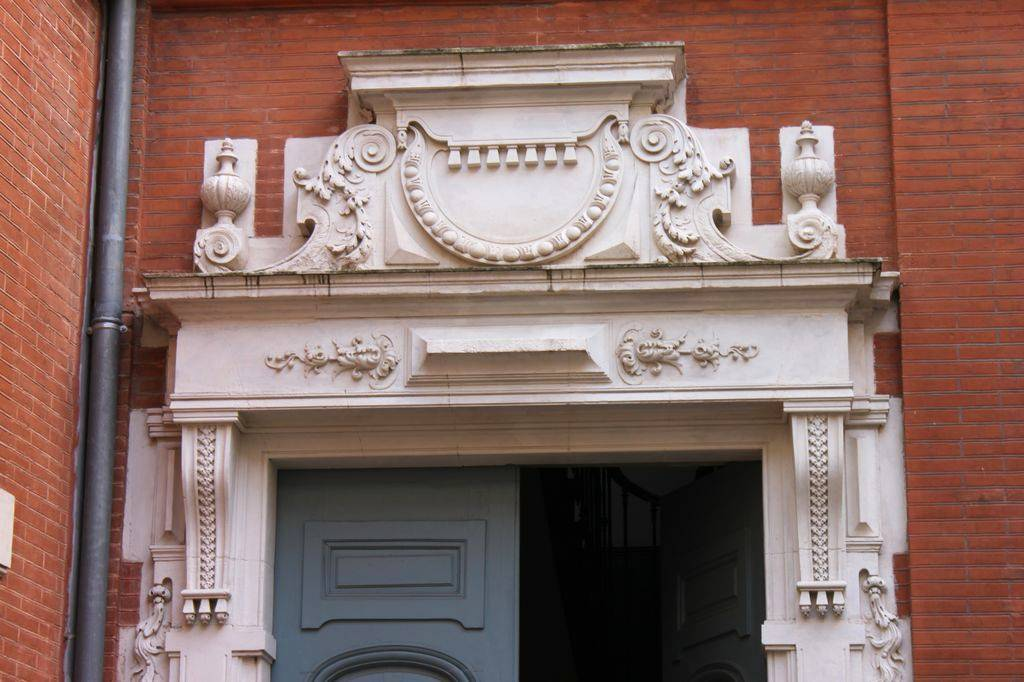
no 34 : porte de la cour intérieure.
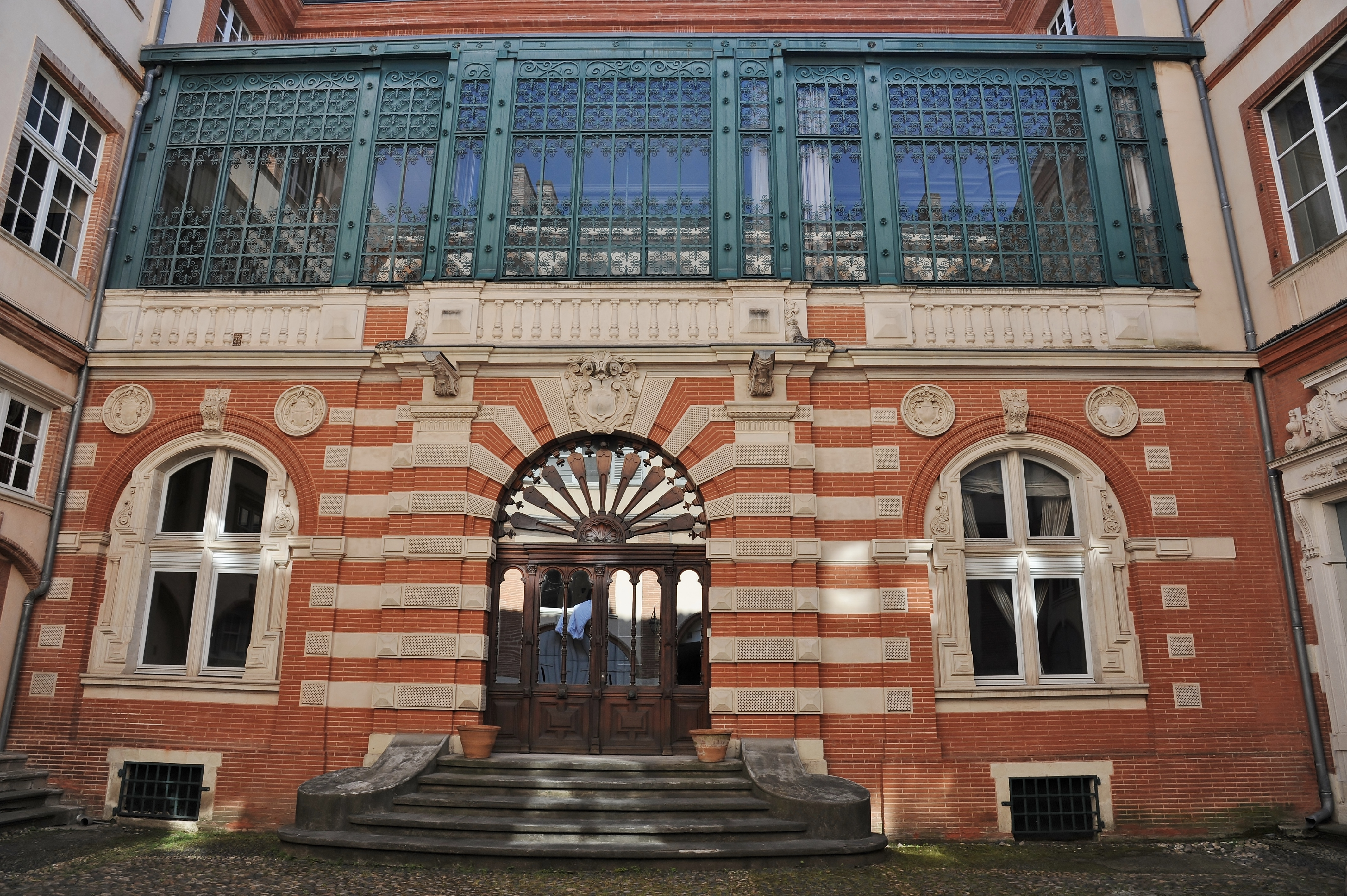
no 34 : façade sur cour.

- no  36 : hôtel Bérenguier-Maynier ou du Vieux-Raisin.  Classé MH (1889)[41]. 
L'hôtel se compose d'un bâtiment principal à plusieurs corps disposés en U, autour d'une cour fermée par un mur de clôture percé par une porte cochère en plein cintre. Selon les corps de bâtiment, l'édifice se développe sur des niveaux différents. Le corps de bâtiment en fond de cour et la tour avec sa large vis de pierre aux moulures gothiques datent probablement de l'hôtel que fit construire Pierre Dahus dans la deuxième moitié du XVe siècle. Vers 1515, Bérenguier-Maynier construisit les ailes nord et sud et la petite tour de l'angle sud-est. De cette époque datent les fenêtres superposées entourées de rinceaux et de sculptures ainsi que l'encadrement de la porte de la tour : figures engainées, cartouches, pot à fleur, putti, médaillons... Vers 1547, Jean Burnet prolonge les deux ailes latérales percées de fenêtres à meneaux décorées d'atlantes et de cariatides et fait relier les deux ailes par un mur de clôture percé d'un portail, présentant à l'arrière un portique orné de caissons. De faux mâchicoulis couronnent une partie des élévations. L'édifice est fortement remanié au XVIIIe siècle et surtout au XIXe siècle : modification des ouvertures, surélévation... 
À l'intérieur, des éléments de décor ont été conservés : une cheminée monumentale Renaissance en pierre, décorée de médaillons, de grotesques et d'anges, un plafond peint, des boiseries et des stucs du XVIIIe siècle représentant des instruments de musiques, des rubans ou des branches d’olivier…), ainsi qu'une hotte de cheminée en terre cuite (rinceaux, putti, cartouche, copies d'éléments de la cheminée en pierre du rez-de-chaussée…) par Gaston Virebent[42].

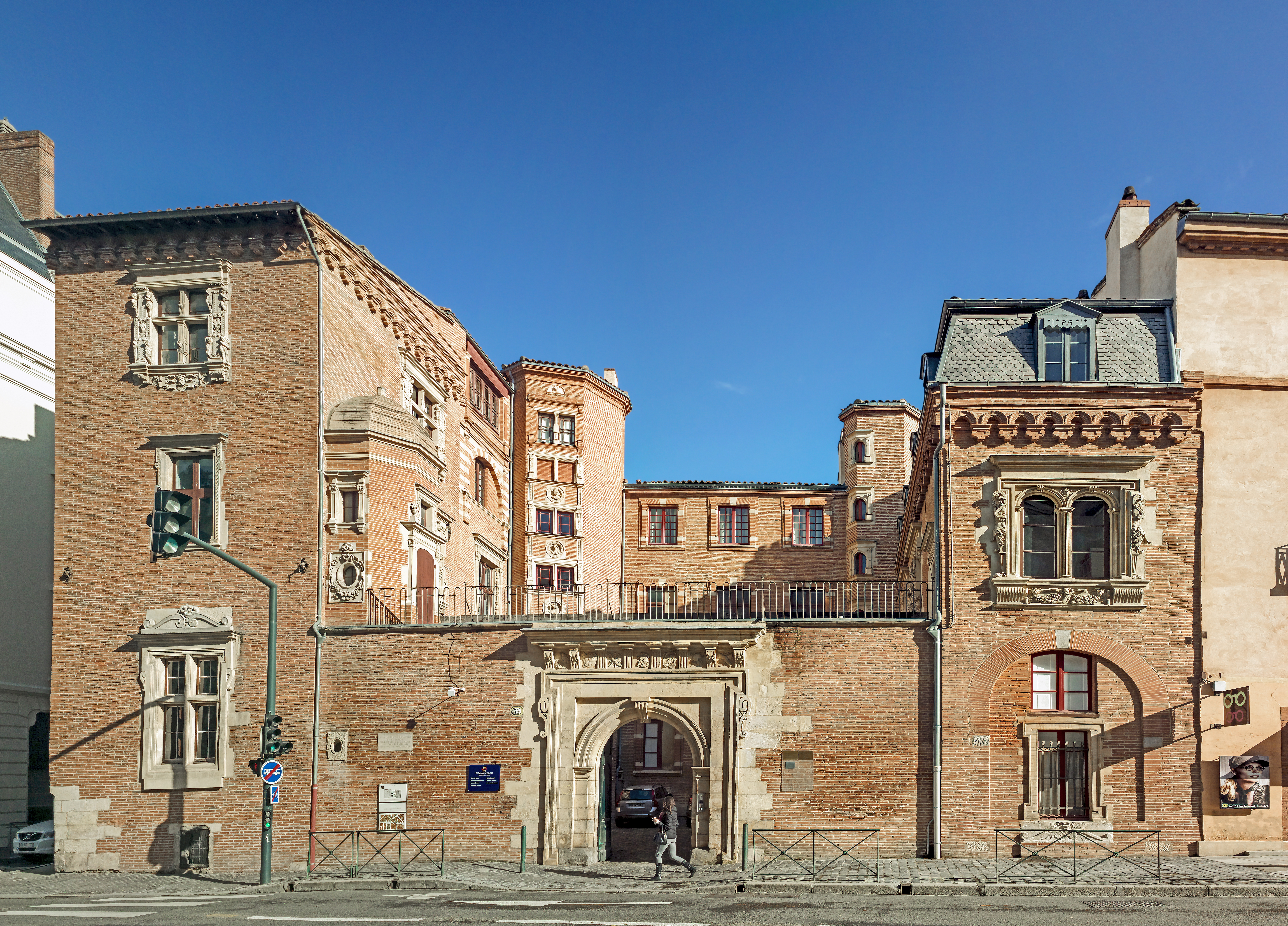
Façade de l'hôtel.
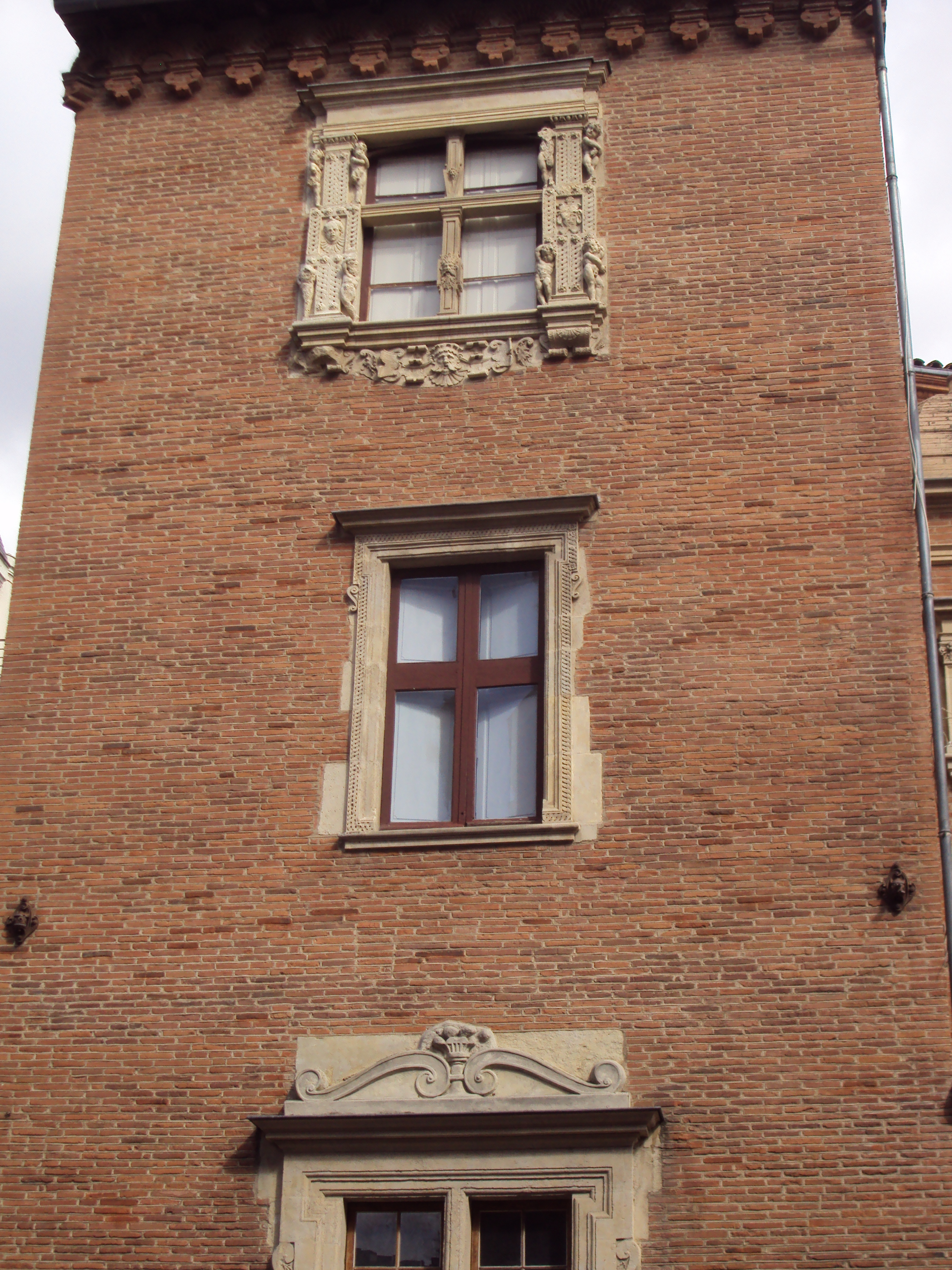
Détail des fenêtres de la façade.
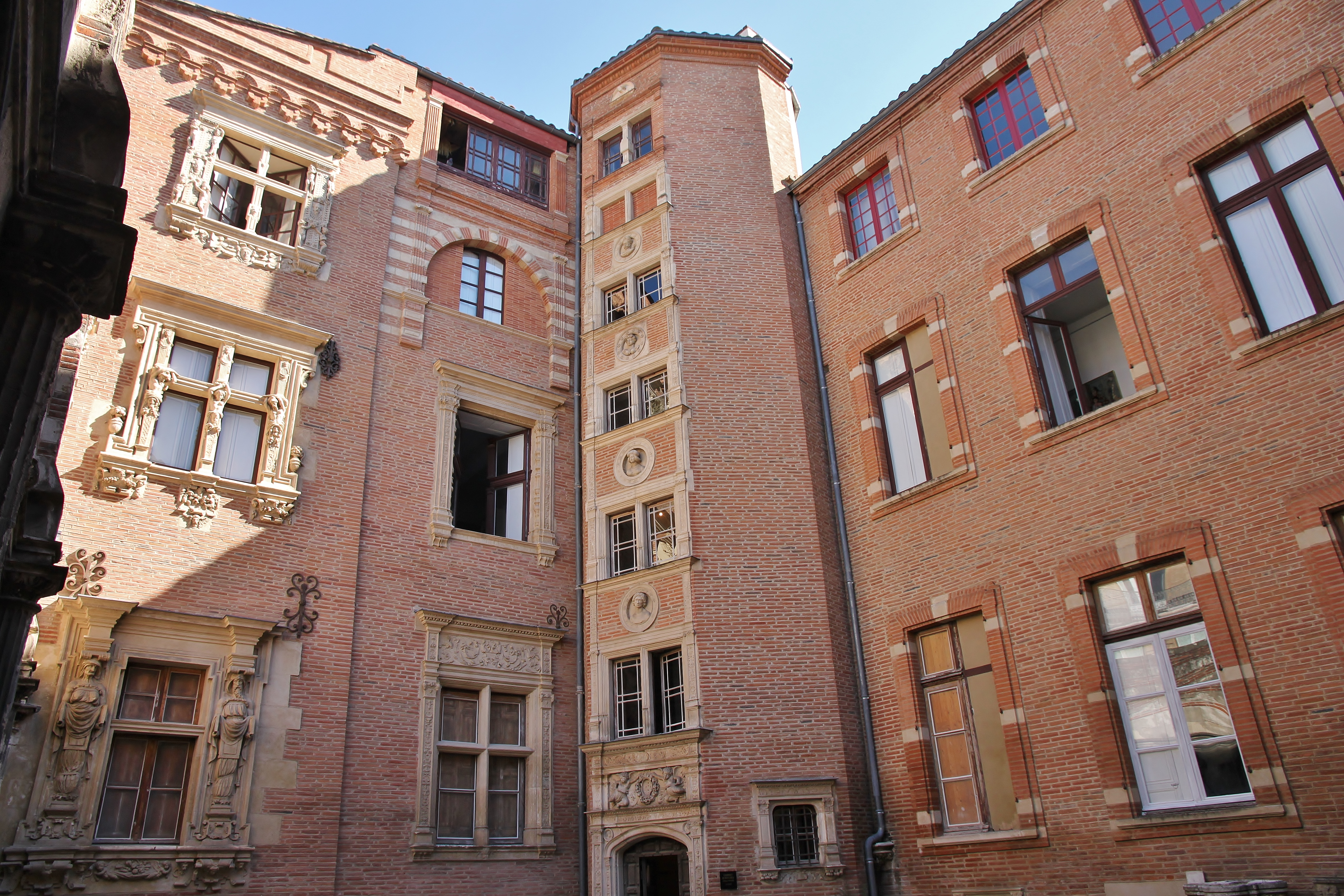
Tour nord et escalier à vis gothique.
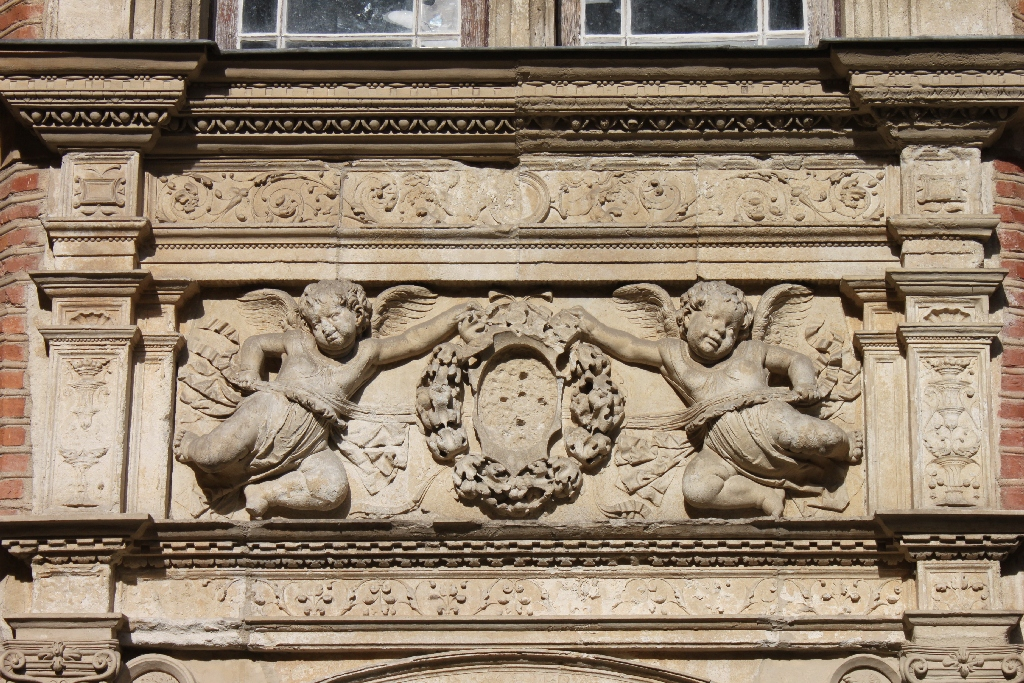
Détail du linteau de la porte de la tour nord.
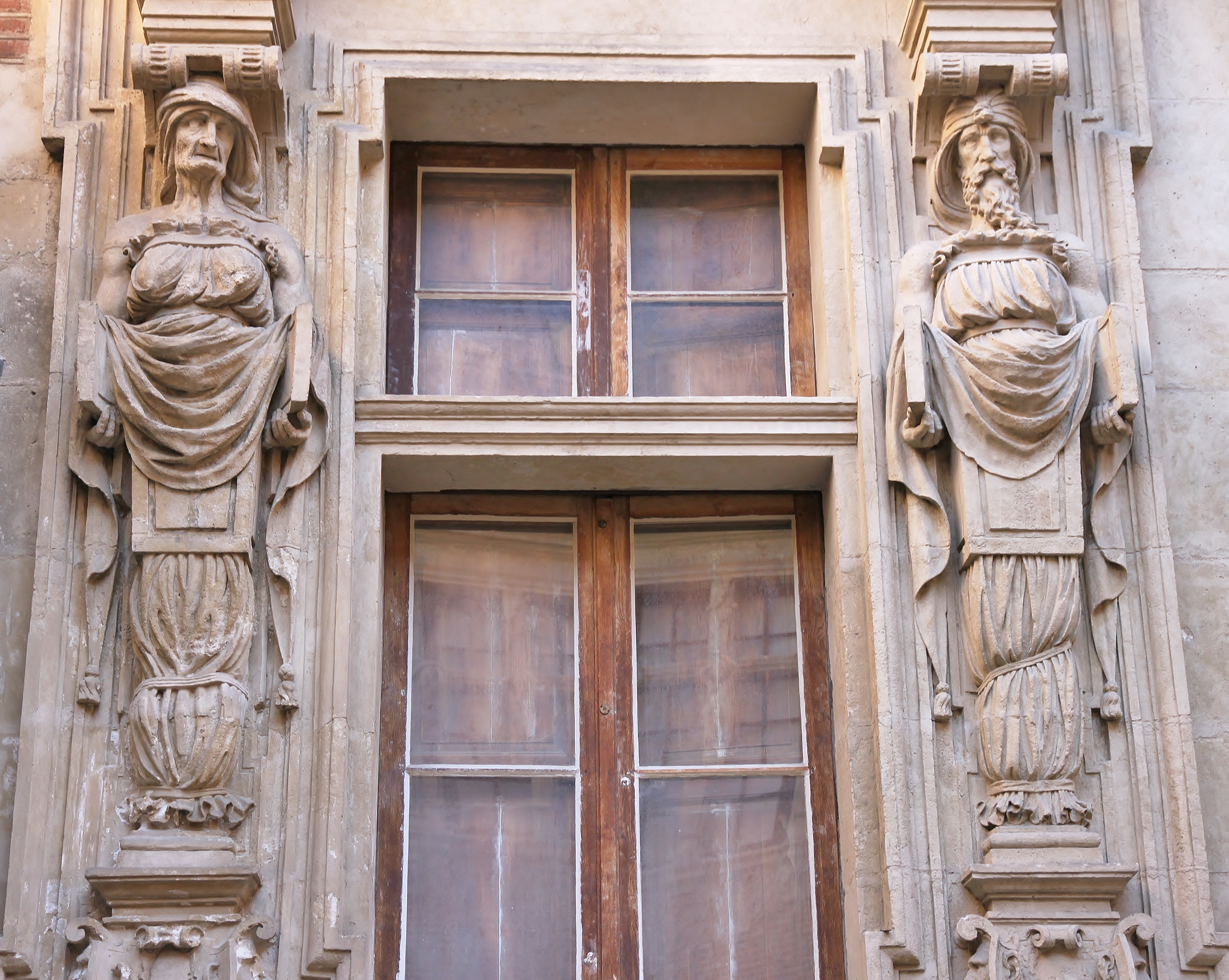
Fenêtre nord de la cour intérieure.

- no  46 : hôtel de Pins et hôtel Antonin.  Inscrit MH (1995, galerie)[43]. 
Un hôtel particulier est construit vers 1528 pour Jean de Pins, un des plus importants humanistes de la Renaissance toulousaine. Jean de Nolet, qui achète l'hôtel en 1542, le fait transformer et agrandir par Nicolas Bachelier. En 1870, les époux Antonin achètent le vieil hôtel de Pins, mais celui-ci ne résiste pas à la percée de la rue du Languedoc. Ils font donc construire un nouvel hôtel, dessiné en 1903 par l'architecte Joseph Thillet. Il est conçu en fonction de la double galerie du XVIe siècle, placée en avant-corps au fond de la cour d'honneur. Cette double galerie est composée en rez-de-chaussée des arcades de la galerie ouest de Nolet et à l'étage des huit arcades de la galerie sud de Jean de Pins, tandis que les médaillons proviennent de la galerie de ce dernier. Les corps de bâtiment autour de la cour adoptent un style néo-Renaissance : les fenêtres du 1er étage sont inscrites dans une embrasure à arcade, rappelant les arcades de la galerie dont les médaillons sont figurés de manière stylisée. Les angles sont occupés par des oriels mêlant le métal et le verre. Les corps de bâtiment sur la rue adoptent un style plus haussmannien où la pierre est largement présente[44].

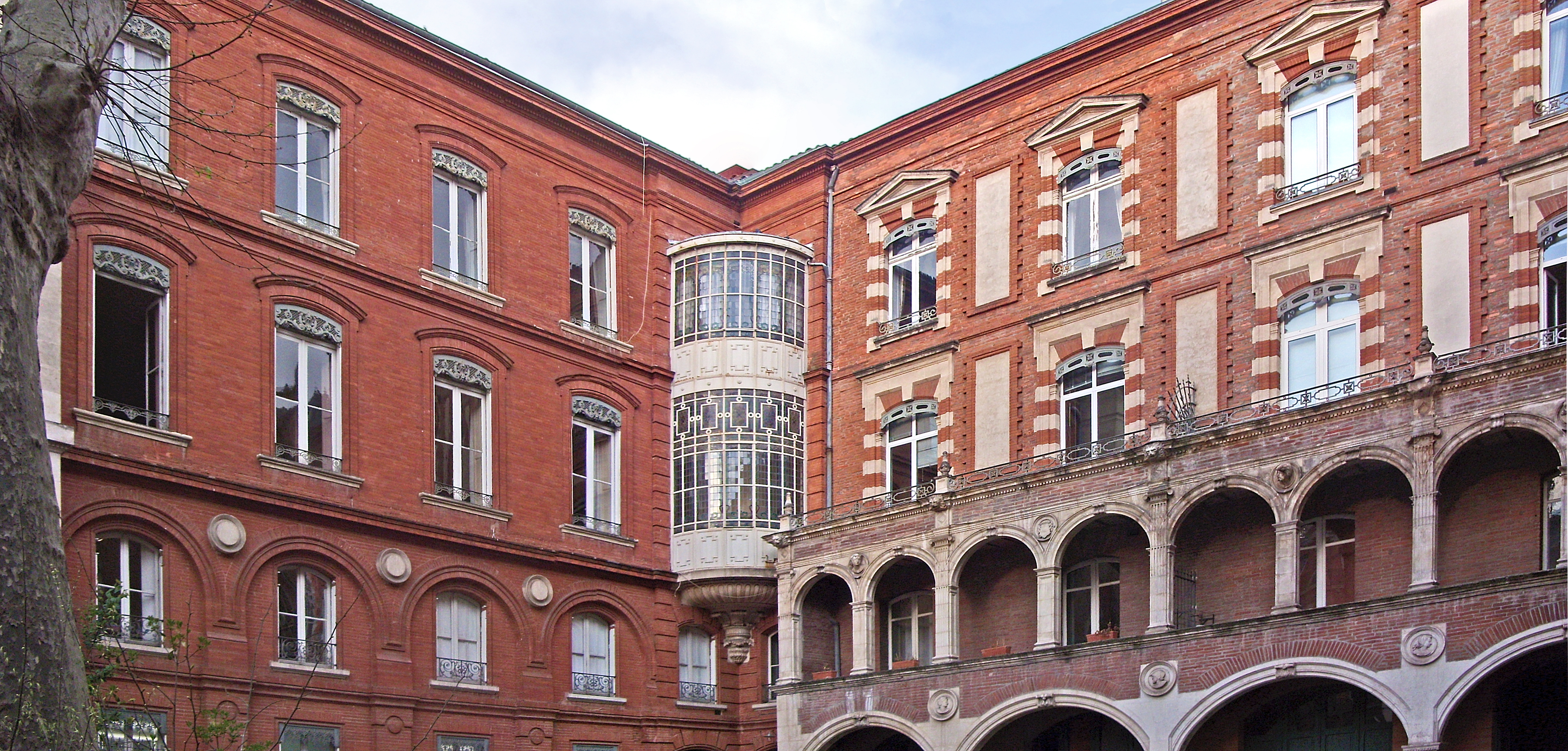
no 46 : cour intérieure de l'hôtel de Pins et Antonin.
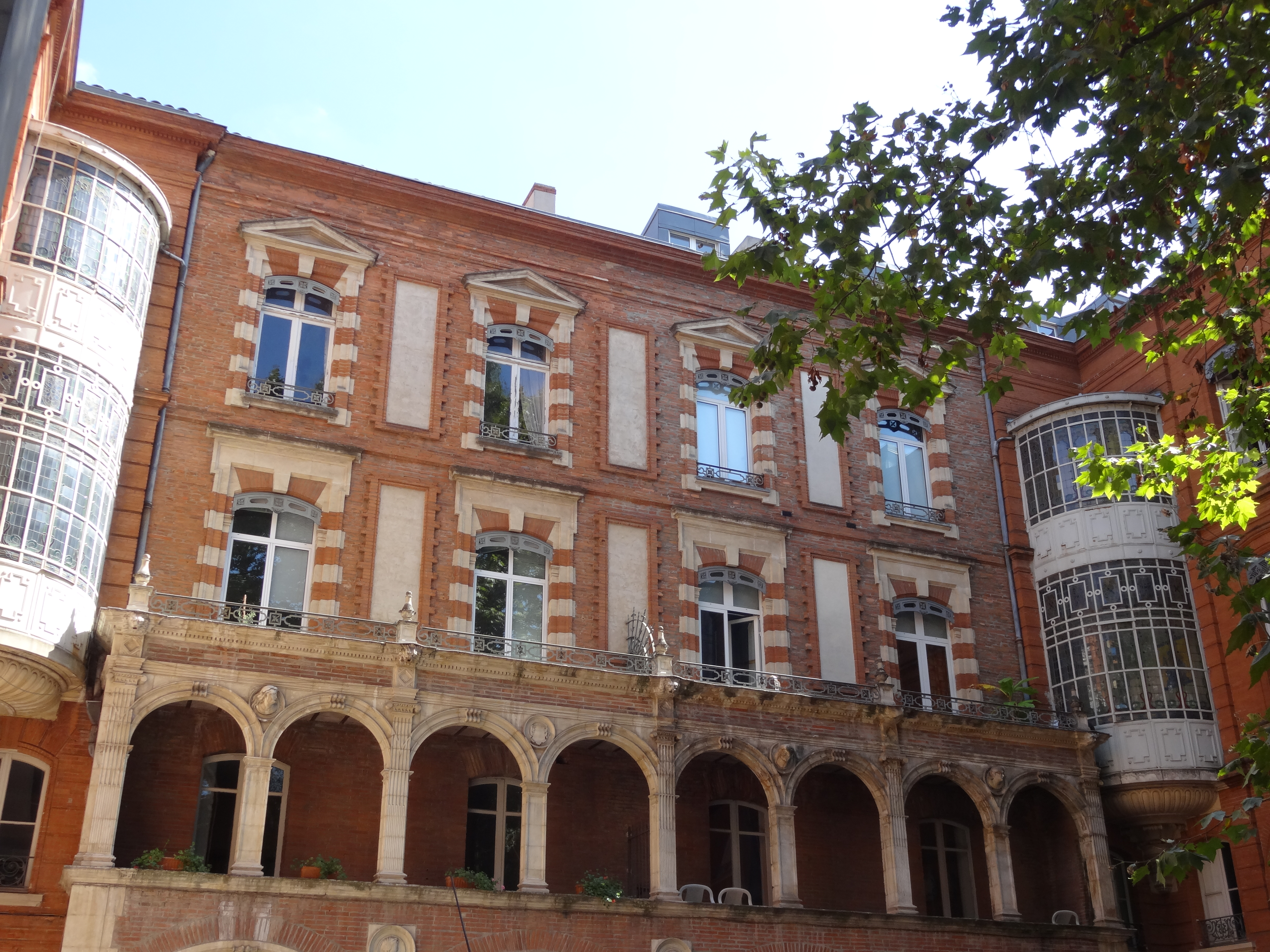
no 46 : double galerie de l'hôtel de Pins.
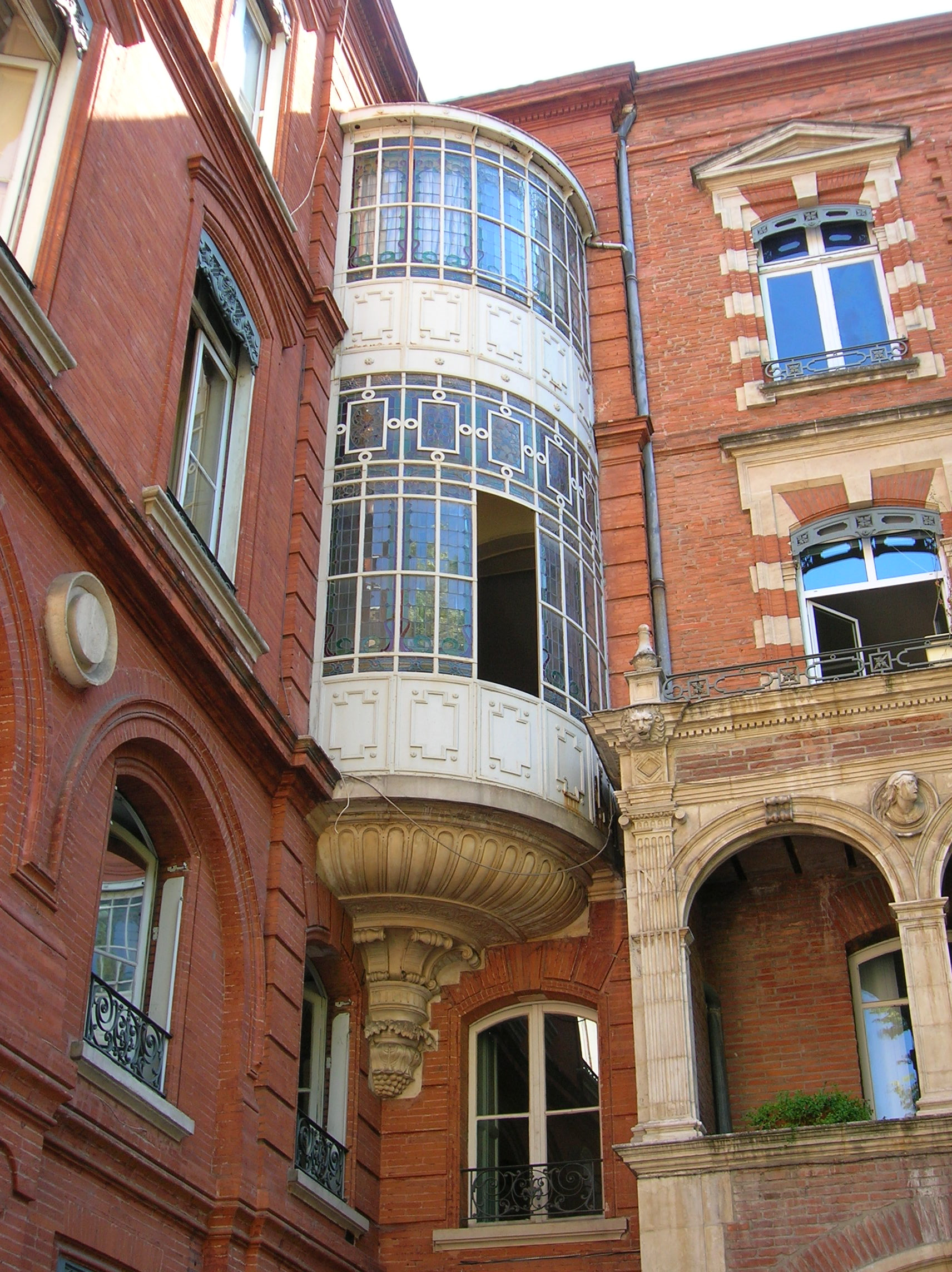
no 46 : oriel de l'hôtel d'Antonin.
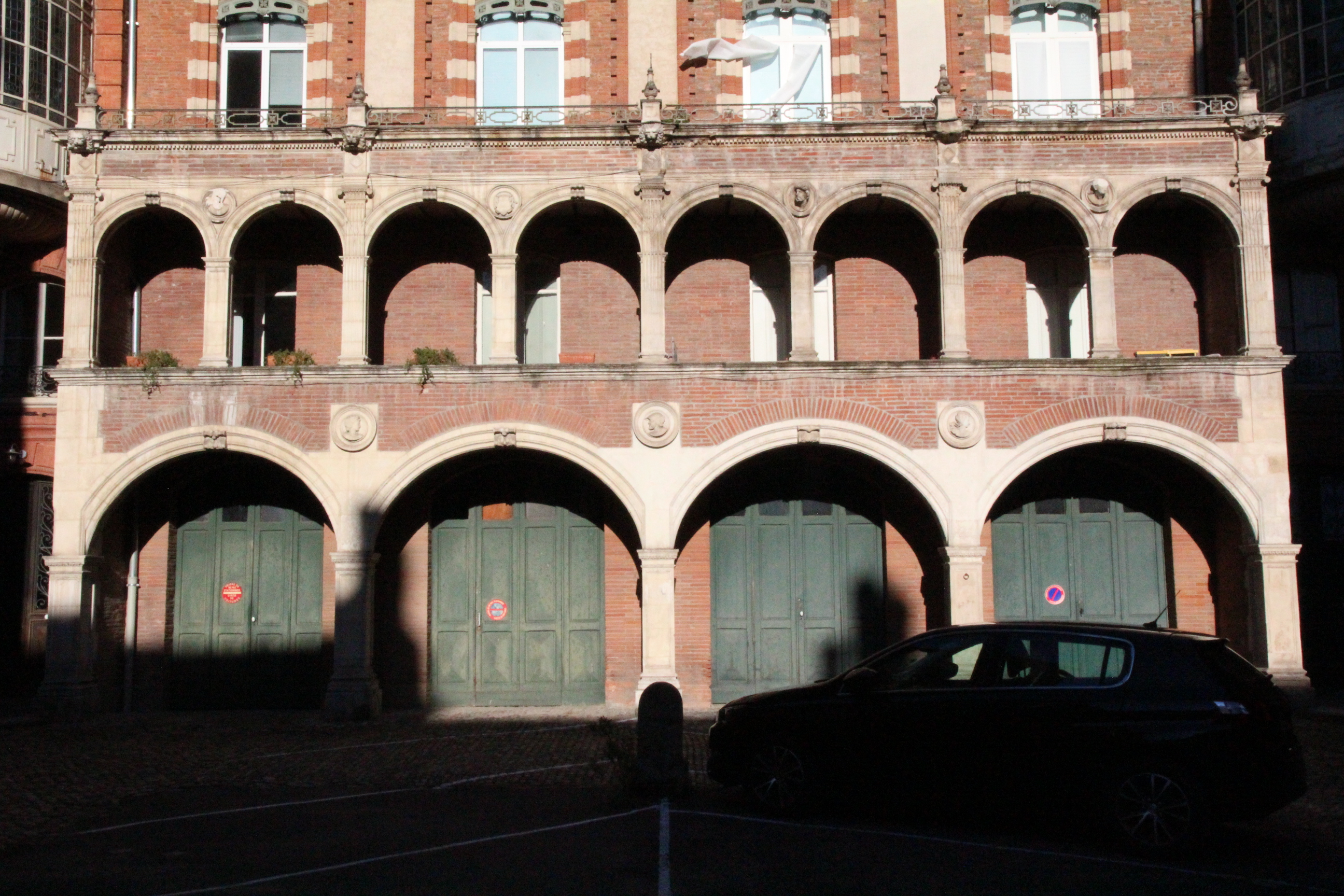
no 46 : galeries Renaissance superposées.
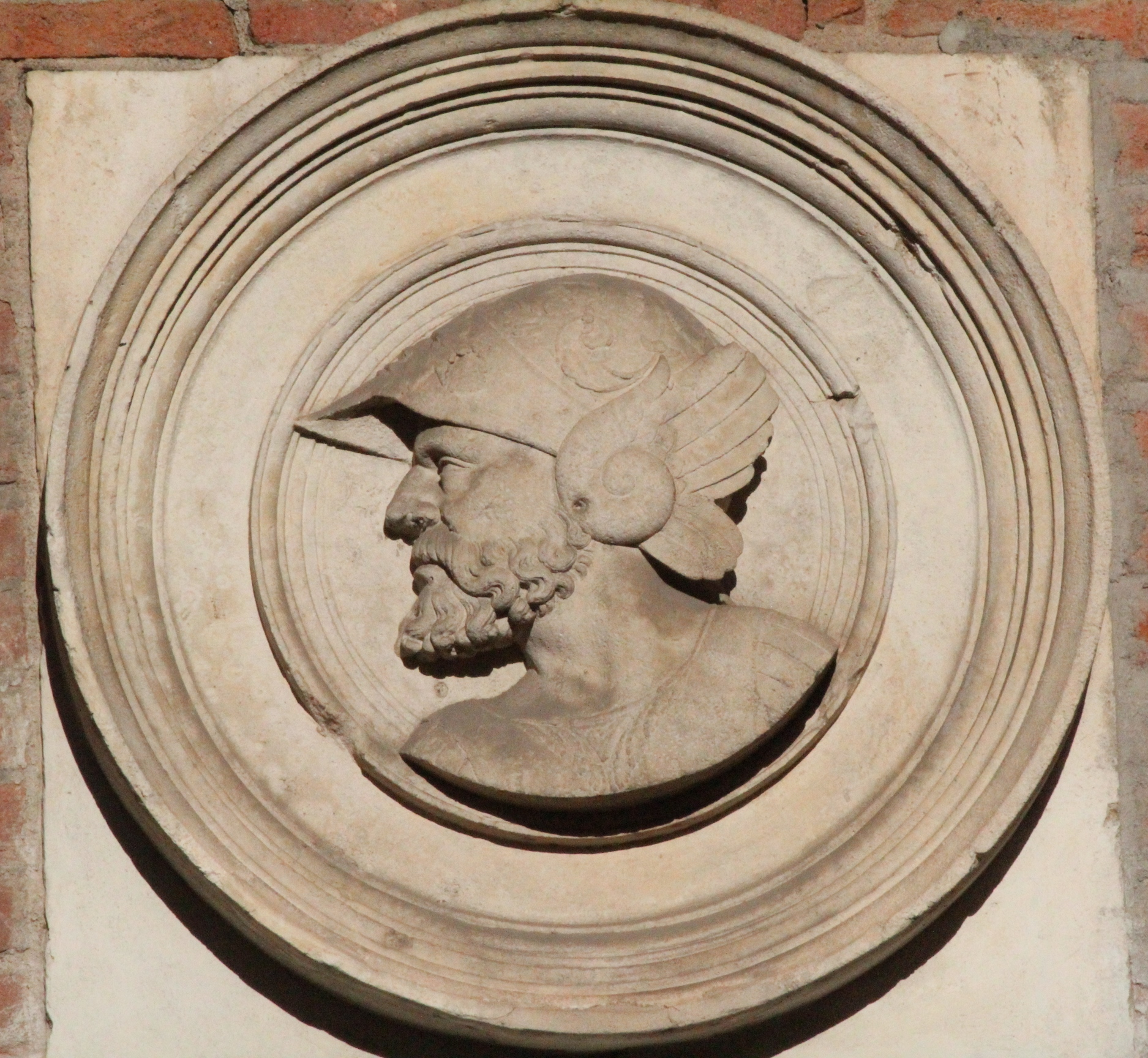
no 46 : médaillon Renaissance.
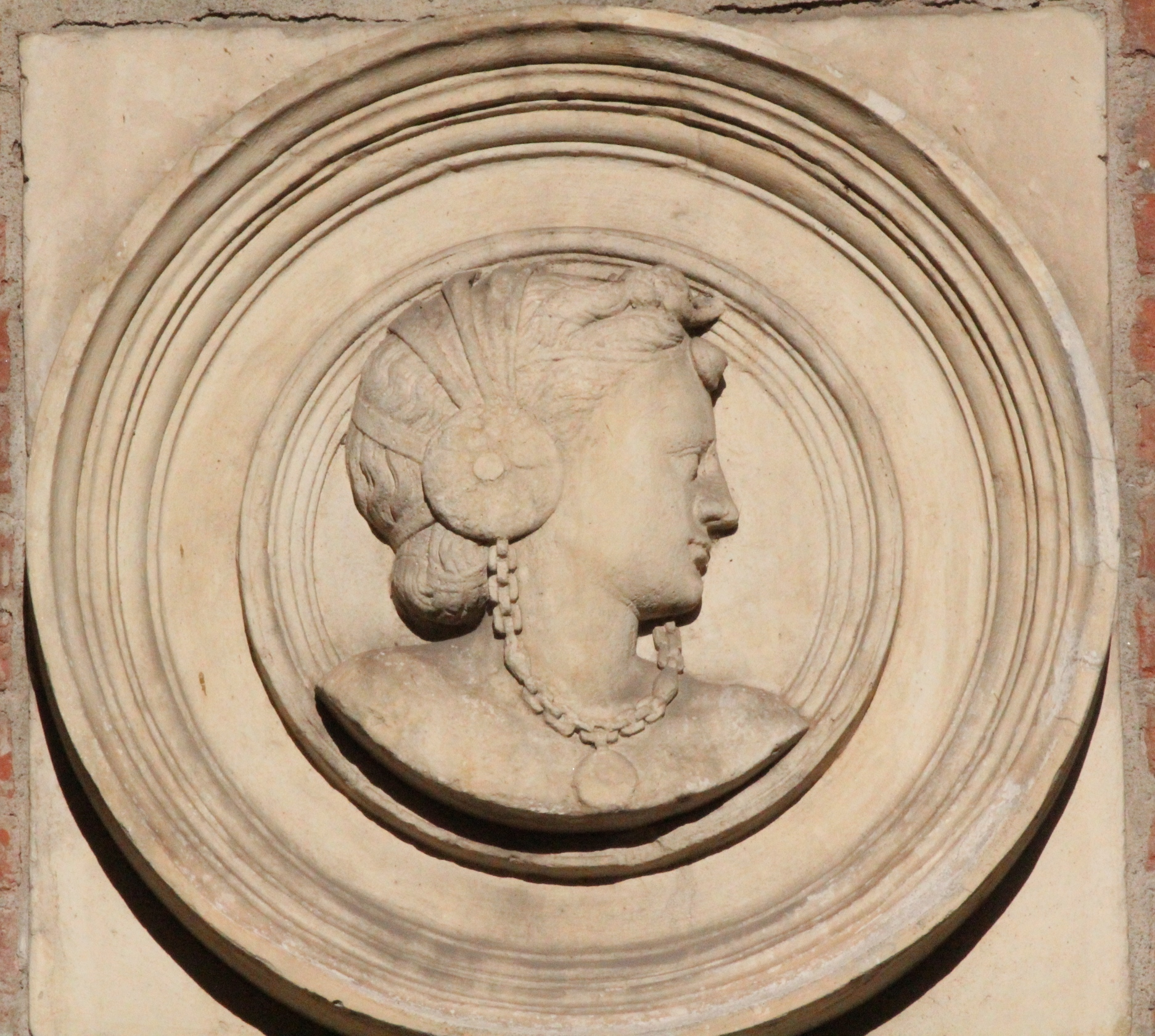
no 46 : médaillon Renaissance.
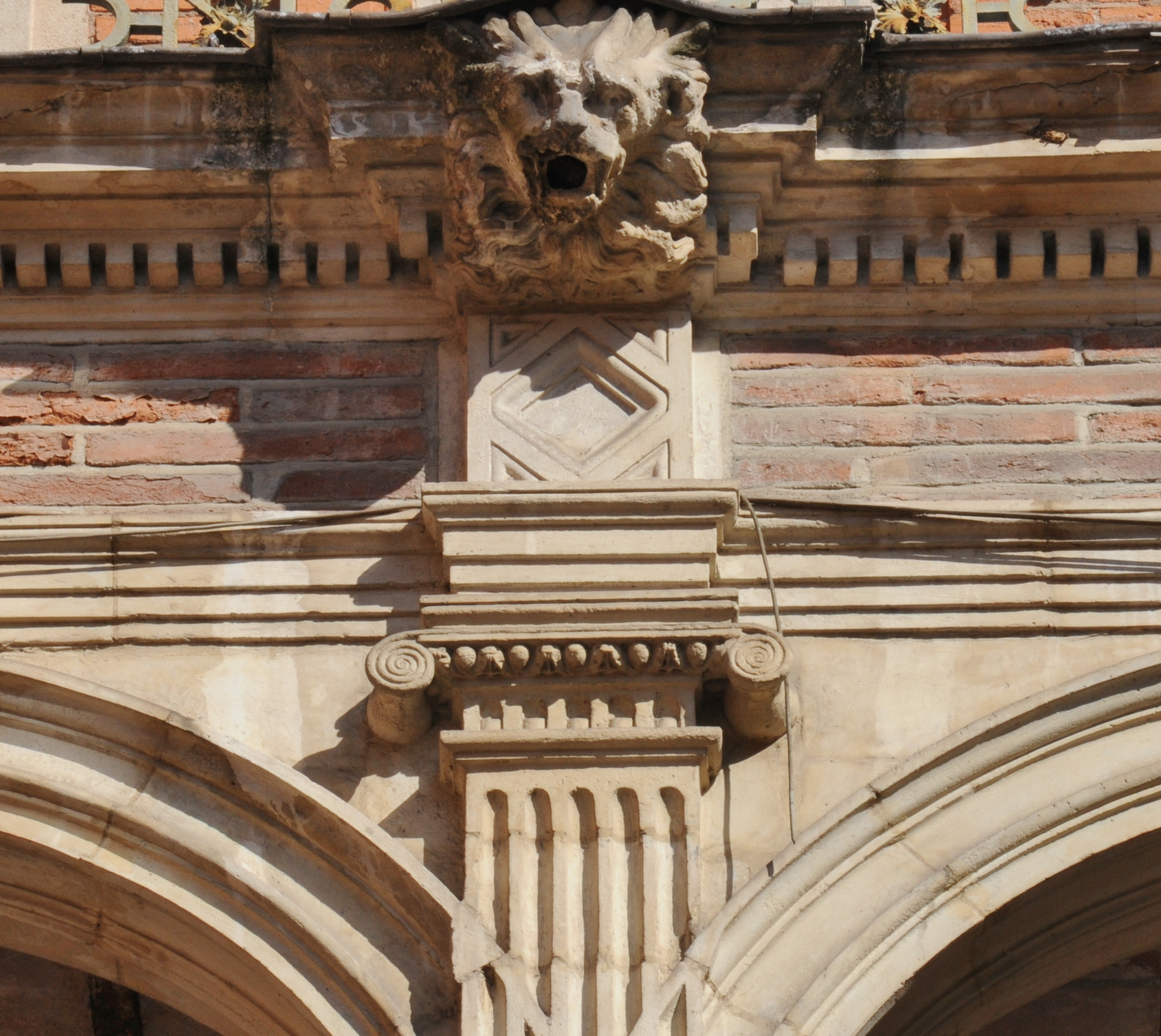
no 46 : pilastre Renaissance.

### Immeubles
- no  1 ter : immeuble et maison de retraite le Clos des Carmes.  Inscrit MH (1925, porte dite de la Trésorerie et tour de Pierre de Ruppe)[45]. 
Au Moyen Âge, la parcelle appartient à la Trésorerie. On conserve de ce bâtiment un linteau de porte, désigné comme la « porte de la Trésorerie », de style gothique, qui présente deux griffons ailés supportant un écusson disparu. Les choux frisés sont remplacés par des animaux fantastiques. Vers 1527, le capitoul Pierre de Ruppe fait construire un hôtel, avec une tour pentagonale, haute de 25 mètres. 
Au début du XIXe siècle, les sœurs de la Charité s'installent dans ces bâtiments qu'elles font reconstruire : c'est de cette période que datent les trois premiers niveaux de la façade. Elles sont chassées au début du XXe siècle, tandis que la propriété est vendue. Dans la deuxième moitié du XXe siècle, l'immeuble est surélevé de trois étages, dont le dernier est ouvert par des mirandes. Le linteau de la porte dite de la Trésorerie est mis en place à la même période. En retrait derrière cette porte se trouve un corps de bâtiment qui présente à l'étage des fenêtres du XVe siècle ou du XVIe siècle[46].

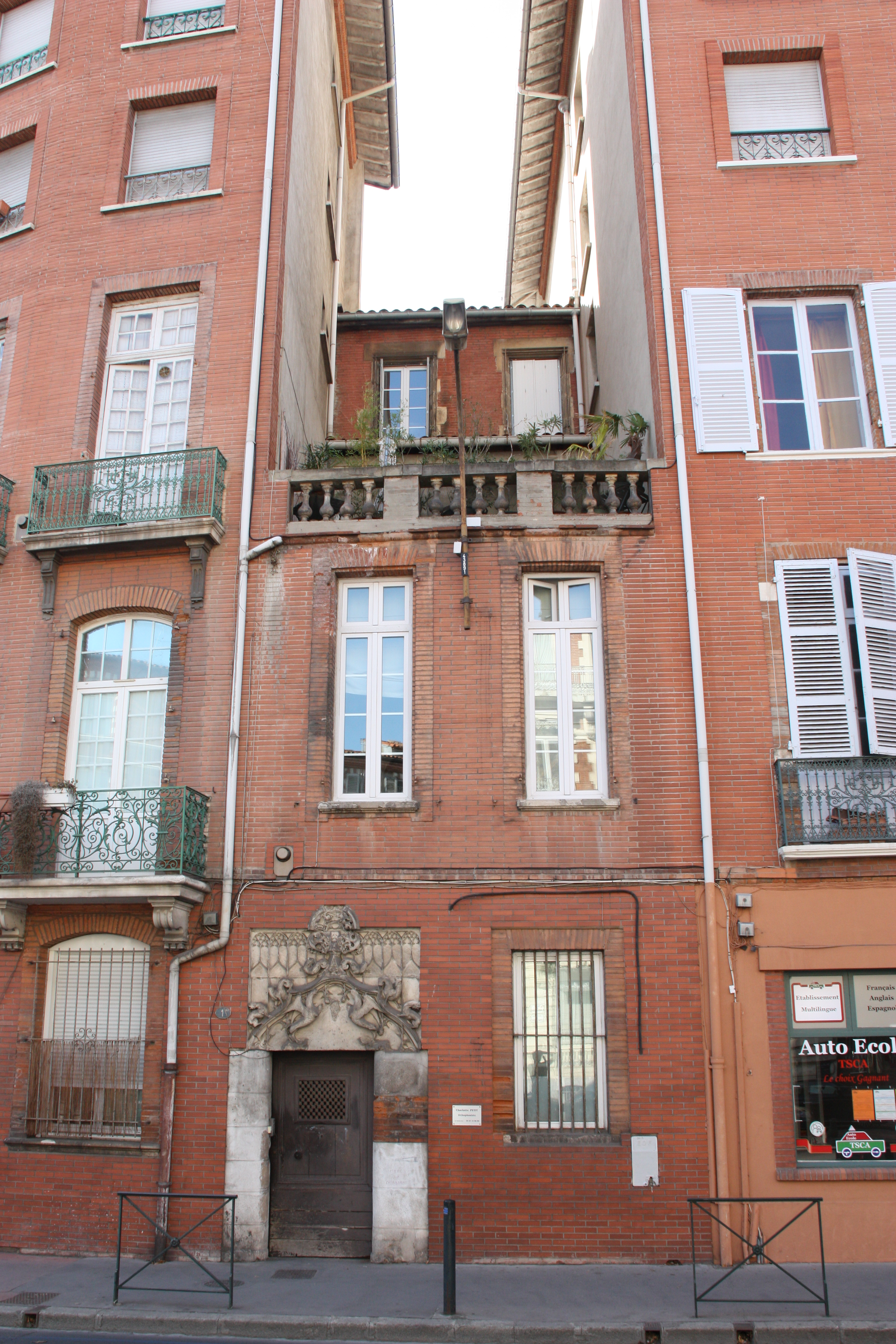
no 1 ter : l'étroite façade de l'immeuble.
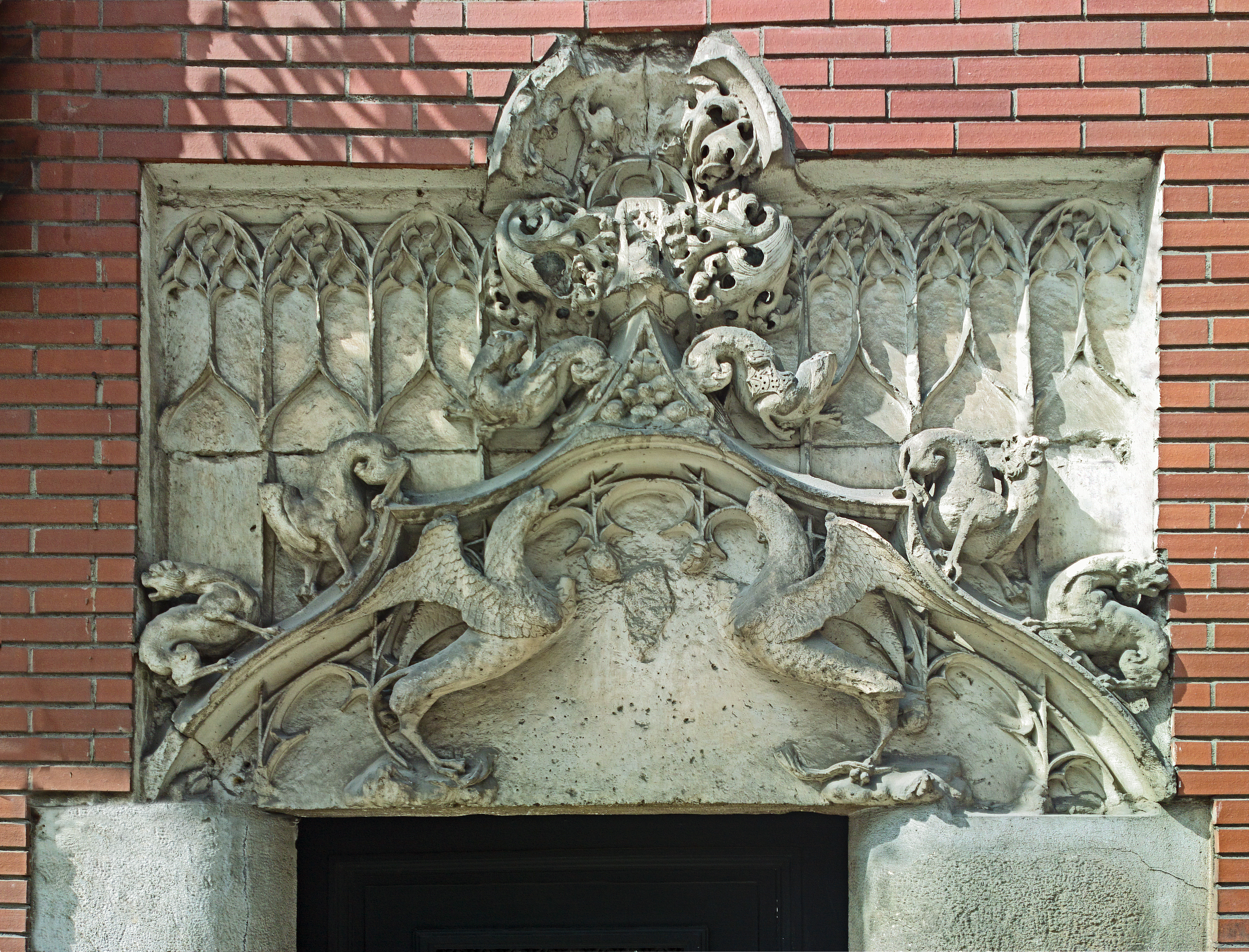
no 1 ter : linteau de la porte « de la Trésorerie ».

- no  14 : immeuble. 
L'immeuble, de style classique, est construit au XVIIe siècle sur la Grande-rue Nazareth. Le bâtiment est remanié et le décor adapté au cours du XVIIIe siècle dans le style Louis XV : des guirlandes et des pampres encadrent les fenêtres. On trouve également un escalier à balustres en bois et une rampe en fer forgé de la même période[47].

- no  18 : immeuble Labit. 
L'immeuble est construit en 1908 par l'architecte Étienne Gogé pour Antoine Labit, riche entrepreneur et négociant toulousain, à l'angle de la grande-rue Nazareth (actuel no 9). Son architecture éclectique se signale par un décor influencé par l'Art nouveau. La rotonde d'angle, en pierre de taille, est traitée en bossage continu. Au rez-de-chaussée, les fenêtres ont de faux garde-corps à balustres. Aux étages, les fenêtres ont des lambrequins en fonte. Au 1er étage, le balcon continu, à balustre de pierre, repose sur de larges consoles. Au 2e étage, les fenêtres ont des garde-corps en fonte, tandis qu'au 3e étage, un balcon continu possède également un garde-corps en fonte. L'élévation est surmontée d'une corniche à modillons. La coupole qui coiffe la rotonde est couverte d'ardoise. Elle est percée de fenêtres, surmontées de corniches curvilignes, et de fausses lucarnes[48].

- no  23 : consulat du Nicaragua.

- no  38 : immeuble Berry. 
L'immeuble est construit en 1908 par l'architecte Paul Bonamy, qui réalise pour M. Berry un édifice qui doit marquer l'angle que forment la rue du Languedoc et la rue Théodore-Ozenne, dont les travaux de percement viennent de commencer. Il s'inscrit sur une parcelle triangulaire, limitée au sud par la rue José-Félix. Si l'architecture reste marquée par le néo-classicisme de la fin du XIXe siècle, Paul Bonamy utilise un décor inspiré par l'Art nouveau, que l'on retrouve particulièrement dans les garde-corps en fonte et en fer forgé, ornés de feuillages de lierre et de houx, dans le décor des consoles, ornées de feuilles d'acanthe, de roses, de marguerites et de feuillages, ou encore dans les impostes des fenêtres, aux motifs végétaux. 
L'immeuble, dont la structure est en béton, s'élève sur sept niveaux : sous-sol, rez-de-chaussée, entresol, deux étages et deux niveaux de comble. Le rez-de-chaussée est traité en bossage continu. Il est percé de grandes ouvertures de boutique rectangulaires, dont les agrafes sont décorées de bouquets de marguerites. Les fenêtres de l'entresol, dont les étroits balconnets s'appuient sur les agrafes du rez-de-chaussée, ont des garde-corps. Entre les fenêtres, de lourdes consoles formées de feuillages soutiennent le balcon du 1er étage, orné d'un garde-corps en fer forgé. Des consoles plus petites soutiennent les balcons du 2e étage. On retrouve les mêmes consoles qui soutiennent le balcon filant qui fait le tour du bâtiment au niveau du 1er étage de combles, percé de grandes fenêtres. Le 2e étage de combles est couvert d'une toiture à longs pans brisés d'ardoise et de zinc, percée de lucarnes. La travée de gauche forme, avec la travée de l'angle coupé, une rotonde surmontée d'un dôme[49],[50].

- no  42 : hôtel de la Caisse d'épargne. 
L'agence historique de la Caisse d’Épargne et de Prévoyance est construite entre 1905 et 1910 par l'architecte toulousain Joseph Gilet dans un style éclectique, en pierre de taille et ardoise. Il s'élève sur quatre niveaux : un sous-sol, un rez-de-chaussée surélevé, un étage et un niveau de comble. Son élévation principale comporte treize travées et s'achève par un angle coupé. Cet angle est mis en valeur par un décrochement, la multiplication des ornements et son dôme couronné d'un épi de faîtage. 
Entre 2012 et 2014, l'édifice connaît un réaménagement total dû au cabinet Taillandier Architectes Associés : seule la structure extérieure du bâtiment est conservée[51].